# 라이트 판타스틱
라이트 판타스틱(Light Fantastic)은 영국의 BBC에서 2004년 12월에 방영된 4부작으로 이루어진 과학 다큐멘터리로서, 빛의 현상에 관련된 탐구를 주제로 하였다. 이 4부작의 주제는 각각 제1부 빛의 기원, 제2부 천상의 빛, 제3부 지상의 빛, 제4부 빛, 그 찬란한 수수께끼이며, 그 원작의 영문명은 원래 "Let There be Light"; "The Light of Reason"; "The Stuff of Light"; and "Light, The Universe and Everything"이다. 이 영상물은 케임브리지대학의 사이먼 섀퍼가 소개한다.

## 1부, 빛의 기원(Let There be Light)
"하느님이 이르시되 빛이 있으라 하시니 빛이 있었다 (창세기 1:3)." 모든 문화에서 밝음과 성스러움, 빛과 창조는 긴밀한 연관성이 있어왔다. 그뿐만 아니라 빛은 에너지의 한 형태로써 모든 물질에 [[색]을 불어넣어주고, 모든 생명체에 활기를 불어넣어주는 존재이다. 빛은 예로부터 예술, 종교, 그리고 과학에 영감을 불어넣는 존재로써 여겨져 왔다. 또한 빛은 우주의 비밀을 간직하고 있다. 수 천 년의 세월 동안,인류는 신의 본질을 탐구하기 위하여 빛의 신비를 파헤치려 했다. "악을 선하다 하고 선을 악하다 하며 흑암으로 광명을 삼고 광명으로 흑암을 삼는 자에게 화가 있으리라(이사야 5:20)" 이 다큐멘터리는 은 빛을 이해하고, 또 그로부터 신을 이해하기 위한 긴 여정에 대한 이야기이다.

### 1. 고대 그리스 철학자들의 빛에 대한 연구
빛의 대한 연구는 2000년 전 시칠리아 섬에서 살고 있었던 그리스 당대 최고의 철학자들로부터 시작되었다. 그들에게 빛은 매우 흥미로운 주제였다. 우주의 체계에 대하여 실마리를 제공해 주며, 세상을 꿰뚫어볼 수 있게 해줄 수 있었다고 여겼다. 그들은 처음으로 빛의 본질과 어떻게 빛을 볼 수 있는지에 대하여 질문을 던졌다. 그리스인들은 빛을 논리적으로 이해하기 위해서 그들 주위의 빛에서 색다른 빛을 추출하고, 빛이 특이한 또는 이상한 행동을 보이는 현상들을 관찰했다. 예를 들어, 왜 멀리 있는 사물은 훨씬 작게 보이고, 어떤 사물을 물 안에 넣으면 위치와 모양이 바뀌어 보이는지에 대한 것들이다. 이런 구체적인 질문들과 수수께끼에 대한 고찰들을 하면서 그리스의 철학자들은 빛을 이해하고 눈, 정신, 그리고 그 너머의 세상과 빛의 관계에 있어서 대단한 진보를 이루어냈다.

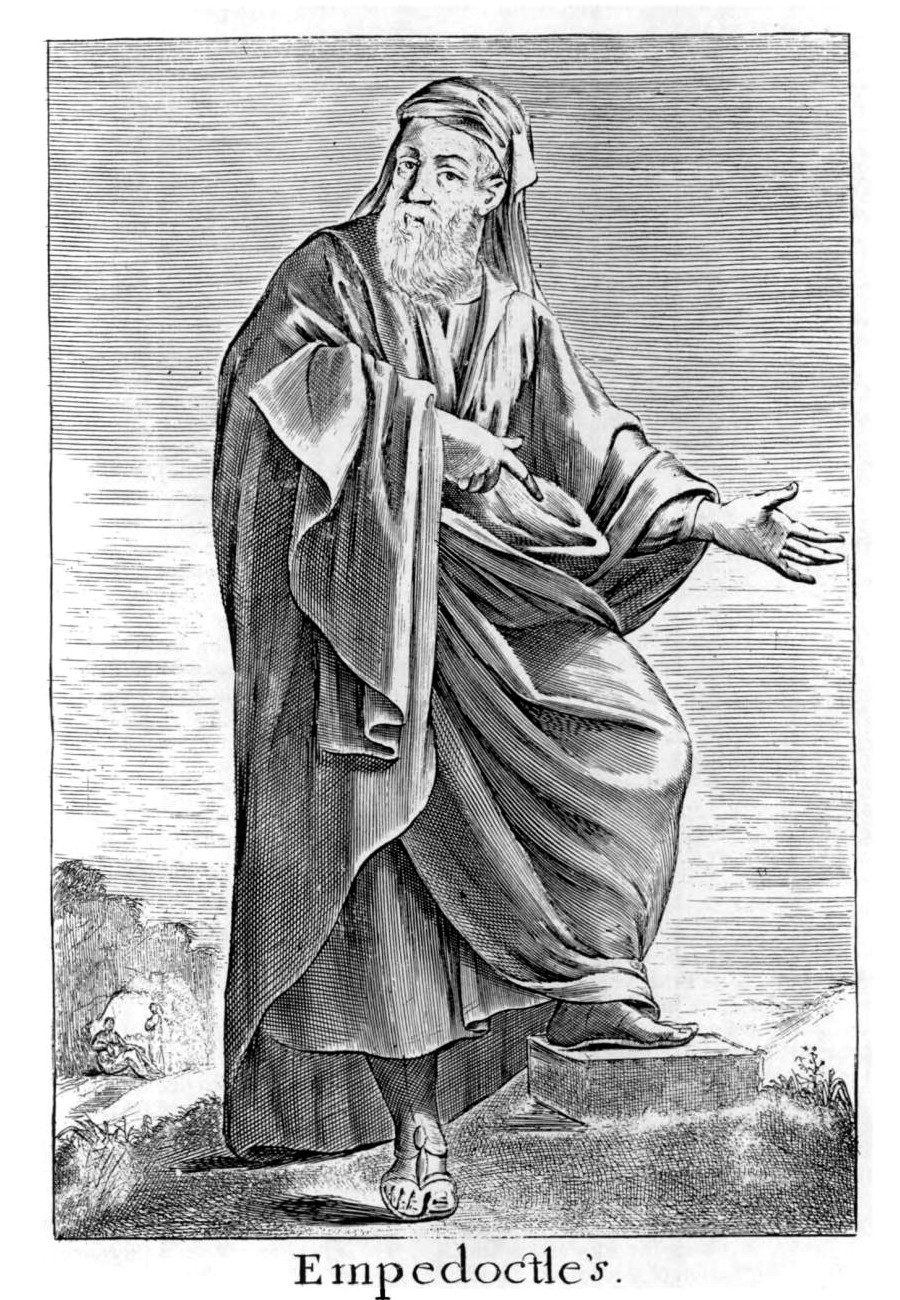
엠페도클레스

#### 1) 엠페도클레스의 연구
빛과 시각에 대한 첫 포괄적인 이론은 시칠리아 섬의 이글거리는 에트나 화산기슭에서 자라난 부유한 학자가 성립했다. 그의 이름은 엠페도클레스였다. 엠페도클레스는 2500년전에 살았던 시칠리아섬의 철학자, 의사이며 시인이었다. 엠페도클레스는 자신이 신의 부름에 의해서 빛과 자연의 성질을 밝혀낼 임무를 가졌다고 믿었다고 한다. 한 이야기에 따르면 엠페도클레스는 자신이 신임을 증명하기 위해서 시칠리아 에트나 화산의 크레이터에 뛰어들었다고 한다.
하지만 그의 빛에 대한 시각은 죽지 않고 이어져 내려왔다. 엠페도클레스는 우리가 물체를 보는 것이 우리의 눈에서 빛이 나와 물체에 닿기 때문이라는 놀라운 이론을 제시했다. 처음엔 이 이론이 말도 안되게 들렸지만, 눈에서 빛이 나와 물체를 비춘다는 그의 주장은 훗날 그리스의 수학자들과 철학자들이 빛, 시각과 광학에 대한 이론을 세우는 데 기초가 되었다.

#### 2) 유클리드의 연구

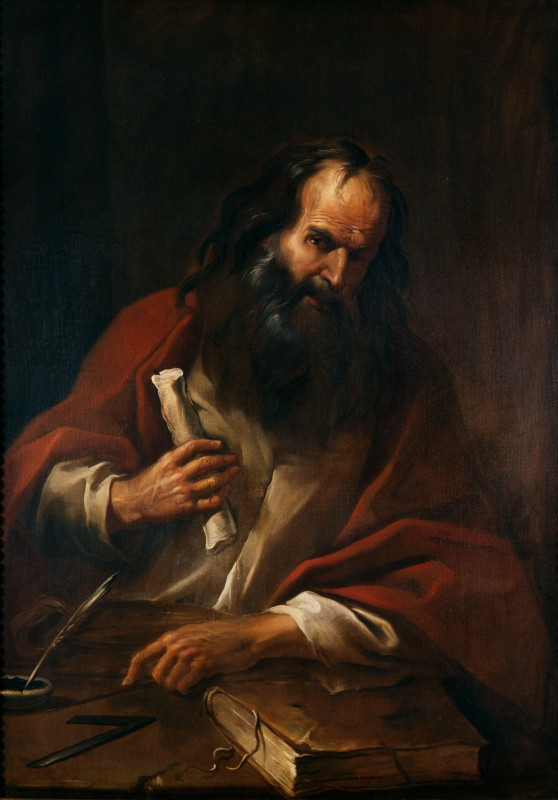
유클리드

기원전 300년경에 살았던 그리스의 수학자 유클리드는 엠페도클레스의 이론으로부터 빛을 이해하기 위한 가장 중요한 진척을 이루었다. 유클리드는 왜 멀리 있는 물체는 가까이 있는 물체보다 더 작게 보이는지에 대해서 적절한 설명을 제시했다. 그것은 눈, 손가락 끝, 그리고 기둥의 위쪽 끝은 같은 선상에 위치해있고, 그렇기 때문에 눈에서 나오는 광선은 직선을 따라 진행해야 한다는 것이었다. 즉, 눈에서 나오는 빛이 직선이 되어야 한다는 것을 의미한다. 이 해석은 빛이 수학적인 방법으로 분석된 첫 번째 사례이다. 이 발견이 알려주는 것은 삼각형과 직선을 다루는 기하학이 빛과 시각이라는 세상의 난제를 해결할 수 있다는 것이었다.
이러한 빛의 이해들은 더 많은 결과를 가져왔다. 빛을 사용하게 됨으로써 기초 항해술은 태양과 별들을 이용한 고급 항해술로 발전되고, 그 결과로 그리스의 항해술은 새 무역 항로를 열었고, 그들의 문화와 문물은 인도까지 전파되었다.

### 2. 이슬람 학자들의 연구
하지만 그리스 철학자들의 이러한 업적들에 뒤이어 지중해 영역은 전쟁, 침략, 파괴로 인해서 도서관은 불탔으며, 교육 기관들은 허물어져 대부분의 고대 기록과 연구들이 사라졌다. 하지만 시칠리의 경우에는 고대 기록들이 보존 될 수 있었다. 북아메리카로부터의 침략으로 인해 시칠리는 이슬람 정권 하에 들어가게 되었지만, 7세기경 지중해에 당도한 이슬람 학자들에 의해 대부분의 살아남은 광학 이론들은 서쪽으로 전송되어 옮겨갔고 그리스 고전 학자들이 먼저 세운 개념을 수 백년의 시간동안 번역하고, 수정하고, 그리고 토론을 거쳐 발달시켰다.
이슬람교에 있어서, 유일신과 천지창조의 개념의 접함에 있어 빛은 아주 근본적인 역할을 담당해왔다. 빛은 신이 세상을 창조하고 피조물들과 소통하는 매체로 여겼기 때문이다. 또한, 지식과 정신이 빛과 연관된다는 그 생각은 이슬람교의 교리에 필수적이었다. 신앙의 근본이라는 이유로 빛과 광학은 이슬람 학자들의 구심점이 되었다.

#### 1) 이븐 알 하이탐의 연구
그러한 역사적 배경에서 이슬람 학자 가운데 현대 광학의 선구자가 나올 수 있었다. 그의 이름은 이븐 알하이탐으로써 (긴 본명: 아부 알리 알 하산 이븐 알 하산 이븐 알 하이탐). 이븐알하이탐은 빛과 광학의 원리에 있어서 가장 중요한 업적 중 하나를 남겼다. 특이하게도 그의 빛에 대한 연구는 알하잔이라는 폭군과 함께 시작되었다. 알하이탐은 10세기 경 이라크의 바스라에서 태어났으며, 가난했던 그는 그리스 학자인 유클리드의 기하학들을 베껴 그 복사본들을 팔면서 생계를 유지했다. 그러한 반복된 생활 덕분에 발전한 그의 기하학 실력 덕분에 강력한 칼리프였던 알 하킴의 궁궐에서 이븐알하이탐은 작은 일자리를 얻을 수 있었다. 알 하킴은 세상의 모든 것을 다스리고 싶어했다. 그 이유로 그는 교육과 기술을 적극적으로 장려했고, 특히 이집트의 부와 생명의 원천인 나일 강은 그가 정복하고 싶은 것 중 하나였다. 칼리프는 알 하이탐에게 나일강의 범람을 막으라고 지시했다. 당시의 알 하이탐은 지금의 여러 나라에서 쓰이는 각종 고급 방재 기술을 알지 못했기 때문에 그는 실패할거란 것을 알았고 일부러 미친척을 해서 칼리프의 분노에서 벗어나고자 하였다. 하지만 그 결과 그는 10년 넘게 감옥에 갇혀 생활하게 되었다. 알 하이탐은 그 10년이라는 시간 동안, 경찰이 둘러싼 어둠 속에 앉아 그는 무엇을 볼 수 있고 무엇을 볼 수 없는지에 집중하기 시작했다. 그는 빛과 어둠의 존재에 대해 생각했다.
이븐 알 하이탐은, 우리의 눈에서 무언가가 나와 물체에 부딪히기 때문에 볼 수 있다는 해석에 확실히 문제가 있다는 것을 깨달았다. 그는 어둠 속에 한참을 앉아 있다가, 갑자기 해를 보면 눈이 너무 아프기 때문에 도저히 해를 바라볼 수 없다는 의문을 제기했다. 만약 빛 같은 것이 눈에서 나온다면 해를 바라보았을 때 눈이 그렇게 아플 이유가 없었기 때문이었다. 그는 전혀 다른 해석을 만들었다. 이븐 알 하이탐은, 우주에 빛이 직진하면서 존재하다가 우리의 눈으로 들어오기 때문에 볼 수 있다고 생각했다. 그는 그렇게 단숨에 1000년 넘게 알려진 정설을 뒤집었다. 또한 이븐 알 하이탐은 거울의 원리, 즉 거울은 빛을 반사시킨다는 점에서 힌트를 얻어 빛이 독립적이고 직진함에도 불구하고 어떻게 물체는 빛을 우리의 눈으로 향하게 만들 수 있는지에 대한 해답을 제시했다. 그리고 그는 반사의 패턴을 분석함으로써 거울에 대한 입사각이 반사각과 정확히 동일하다는 사실, 즉 대칭성을 발견해냈다. 기하학적으로 분석한 기본적인 반사의 법칙과 직진하는 빛 사이에 어떠한 식으로든 관계가 있음을 보였다. 그렇게 이븐 알 하이탐은 천재적인 직관력으로 빛 또한 물체에 부딪힌 뒤 공처럼 반사한다는 것을 깨달았다. 그는 굴절과 반사라는 빛의 가장 중요한 성질에 관한 수학적 법칙들을 유도해냈다. 훗날 안경에서부터 우주 망원경까지 쓰이는 그런 법칙들을 말이다. 12년간의 감금 뒤, 칼리프의 죽음으로 인해 알 하이탐은 다시 자유의 몸이 될 수 있었다. 그리고 그는 자신이 발견한 빛에 대한 해석을 정리하여 7권에 달하는 빛과 시각에 대한 본질적 접근에 대한 책을 집필하였다. 이는 현대 광학을 가능케했다고 해도 과언이 아니라는 평가를 받고 있다. 이렇게 빛은 수학적 법칙과 규칙에 의해 지배되어 왔고 추상적인 세계를 볼 수 있게도 만들어 주었다.

#### 2) 빛의 대한 연구, 서유럽으로의 전파
이븐 알하이탐이 죽고 난 뒤, 서기 1000년부터 1200년 사이의 2세기 동안 기독교인들은 지중해의 이슬람교에 대항해 모여 신성함을 증명하려 하기 위해 일으킨 십자군 전쟁은 이븐알하이탐을 비롯한 이슬람 학자들의 위대한 연구들을 포착하였다. 그리고 빛에 대한 그들의 지식을 넓히기 위해 이븐 알하이탐의 업적을 이용하였다. 아라비아와 라틴 학자들의 기록에 따르면 전쟁으로 인해 교육 기관 및 대학들이 서유럽으로 옮겨간 결과로 서유럽에서 자연의 탐구에 완전히 새로운 길을 제시한 교육, 과학 혁명이 일어났다고 한다.

### 3. 기독교 학자들의 연구
기독교 교회들이 자연과 빛에 대한 호기심만 있었던 것은 아니었고, 신자들을 설득, 고무시키는 데에 주목적이 있었다고 한다. 빛에 대한 이해가 중세 기독교의 절대적인 목표였던 이유는 신성함과 빛 사이에는 비범하고도 강한 관계가 있었다고 판단되었기 때문이었다. 빛은 우주에서 제일 먼저 생겨난 물질이며, 동시에 빛은 신앙을 더 아름답게 보이게 하는 역할도 하였다고 평가 받는다. 지금과는 달리 당시의 교회들은 스테인드 글라스 밑에서 촛불을 킴으로써 어둠을 걷어내었다. 그렇게 교회를 빛과 색으로 포장된 하나의 극장이었다고 한다.
기독교 학자들이 색에 대해 분석하고 색의 원리, 색의 제조 방법에 대해 알아내면서 색은 기독교 역사상 가장 격렬한 논쟁거리 중 하나가 되었다. 이러한 색에 대한 논쟁은 13세기 프란체스코 수도사였던 로저 베이컨에서부터 시작되었다. 로저 베이컨은 서양에서 처음으로 이븐 알 하이탐의 업적을 다시 되새겨 본 사람으로 평가 받고 있다.

#### 1) 로저 베이컨의 연구

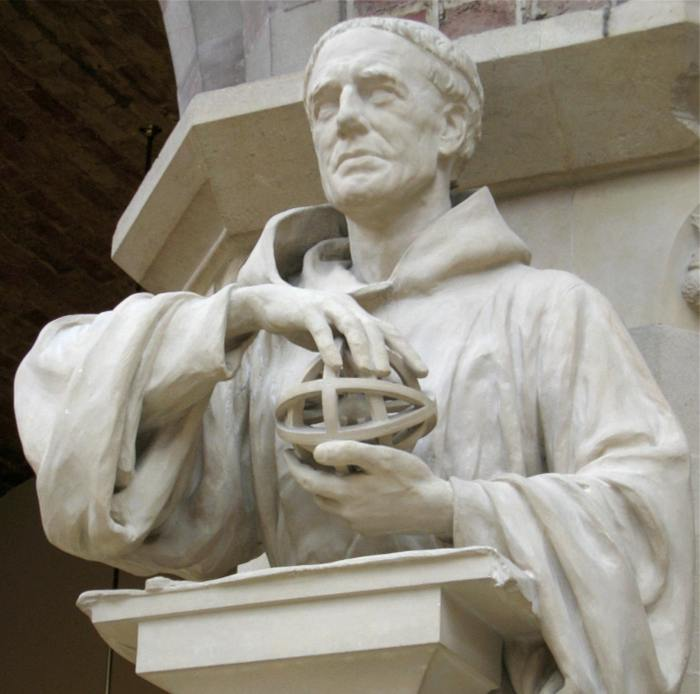
로저베이컨의 상

베이컨은 알 하이탐의 연구 업적으로부터 눈의 구조 빛과 시각의 형성, 빛의 굴절 등을 배웠고 빛과 색에 대한 유리의 효과를 탐구하기 시작했다. 당시 13세기의 유리 기술은 상당히 열악하였기 때문에 연구를 수행하기에는 굉장히 무모한 주제였다고 한다. 그럼에도 불구하고 베이컨은 곡선형의 유리가 어떻게 물체의 크기와 모양을 변형시켜 보여주는지를 연구하였다. 그는 몇몇 렌즈, 즉 구부러진 유리들이 작지만 멀리 떨어진 물체들을 아주 가까이 보여준다는 결과들을 상세히 기록하였다. 그는 그 구부러진 유리들에 대한 연구들로부터 시각에 대한 의문을 해결할 수 있다고 생각하였고, 그 연구에 완전히 매료되었다. 그렇게 그는 빛, 유리, 그리고 색의 원리를 밝히기 위하여 노력하였다. 베이컨은 거시 세계에서 빛이 활동하는 현상들에 대해서 의문을 품었다. 그는 빛이 물과 유리에서 왜곡되는 것을 관측하였고, 태양 아래에서 많은 작은 물방울들이 무지개와 같은 색깔들을 연출하는 것도 관찰하였다.
무지개는 신과 신도들의 비범한 관계를 설명할 수 있는 존재였다. 성경을 따르면 점은 몇 선택된 신앙만이 살아남은 대홍수 이후 신은 두 번 다시 우리 세상을 파괴하지 않겠다는 언약을 무지개를 통해 하고 천국으로 돌아갔다는 것이었기 때문이다. 한편, 베이컨은 논리와 과학적 접근을 사용해서 무지개를 설명하였다. 그렇게 그는 단지 실험적만으로도 무지개를 만들어낼 수 있었다. 실험적 원리를 이용하여 단지 입에 물을 머금고 뿜어냄으로써 재현할 수 있었던 무지개를 통해 청중들을 감동시킬 수 있었다. 당시의 관점에서 본다면 그는 천국의 색깔들을 지구에 재현시키고 있었던 것이었다. 그렇게 베이컨은 원하는 것은 끝내 탐구하고야 마는, 몇 안 되는 선택 받은 천재 중 한 명으로 평가 받고 있다. 베이컨은 실험적 결과들로부터, 무지개 또한 이븐 알 하이탐이 발견한 수학적 법칙들을 반드시 따르게 된다는 것을 알아내었다.
그는 모든 신의 기적들로 판단되는 현상들을 과학적 접근으로 해석하였다. 하지만 당시 교회의 입장에서는 그러한 학자들을 방치했을 경우 위기에 빠질 수 밖에 없었다. 그런 점에서 그는 종교인으로서 논란을 불러 일으켰고, 결국 그는 파리 근처에 수감되었다. 그는 그 곳에서 20년이 넘는 세월을 갇혀 연구와 글쓰기로 보냈다. 그 후 석방된 지 2년도 채 못 넘기고 죽음을 맞이하였다. 하지만 그의 유산은 살아남아 작은 물방울들을 통한 빛의 굴절과 반사로 이루어지는 무지개의 생성 원리뿐만 아니라 시각을 향상시키는 유리 렌즈의 원리를 후대에 전달해 줄 수 있었다.

#### 2) 부활절의 계산을 위한 달력의 제정
교회는 혼돈과 광란, 그리고 무질서한 세계를 원하지 않았다. 따라서 시간의 원리를 파악하고 민중들에게 규칙과 질서를 제공해 주는 것이 중요했다. 그러한 역사적 배경 아래에서 가톨릭교회는 달력을 제어하는 것은 그들의 정통성, 영향력, 그리고 신앙을 보여주는 한 해의 가장 중요한 의식을 위해서 가장 중요한 일이었다. 그렇기 때문에 그 상황에서 빛에 대한 기술적 이해는 무질서하고 타락에 빠진 세상에 교회가 질서를 줄 해법을 제공한다고 생각되었다. 당시 로마 가톨릭교회는 위기에 빠진 상황이었다. 수백만의 신도들이 실망하였고, 그들은 동시에 교황의 권위에 도전하였다. 그리고 그러한 혼돈들은 부활절이 다가오면서 더욱 가중되었다. 기독교 교회에서 달력의 제정은 가장 중요한 행사 중 하나인 부활절에 시작되었다. 부활절은 모든 신도들이 신의 아들인 예수의 죽음 뒤의 어둠에 휩싸인 세상을 기억하고, 그의 기적과도 같은 부활을 되새기는 날이다. 그 행사는 신앙의 기반이 되었다. 부활절의 날짜는 봄의 첫 번째 보름달 이후의 첫 일요일이었다. 하지만 정확한 달력 체계가 없었으므로 매년 교회가 부활절의 날짜를 지정해야만 했다. 정확히 어느 날이 부활절인지 모른다는 것은 혼돈을 일으킬 수 밖에 없었다. 즉, 춘분을 정확하게 계산할 수 있는 체계가 없다면 부활절은 늦게 축하될 수 밖에 없었다.
그러한 역사적 배경 아래에서 언제 봄이 시작되는지를 계산 하는 방법이 등장하였다. 먼저, 교회의 높은 벽에 구멍을 하나 뚫는다. 그러면 정오에 해가 머리 위를 지나면 구멍은 햇빛 위를 통과하면서 그 빛들은 교회 바닥에 북쪽과 남쪽으로 정렬된 황동 막대에 밝게 빛나는 점들처럼 보이게 된다. 한편, 겨울이 되면 태양의 고도가 상당히 낮아지므로 빛이 막대의 북쪽 끝에 더 도달하게 된다. 그리고 한 해 동안 한여름이 될 때까지 점은 남쪽을 향해 움직인다. 그리고 다시 가을을 지나면서 다시 북쪽을 향해 돌아오게 된다. 이러한 원리들은 천문학자들과 사제들을 통해 관찰되었다. 이러한 원리는 점의 거리를 통해 낮과 밤의 길이가 같아지는 특별한 날을 결정할 수 있게 해주었다. 그리고 그 특별한 날, 춘분은 부활절 계산의 기준이 되었다. 매년마다 춘분이 언제인지 관측함으로써 이들은 어떤 특정한 패턴이 나타나는 것을 관찰하였다. 그 패턴으로부터 그들은 수 백 년 후의 춘분 추분점이 언제가 될 것인지 까지도 매우 정확하게 추론할 수 있었다.

#### 3) 르네 데카르트의 연구

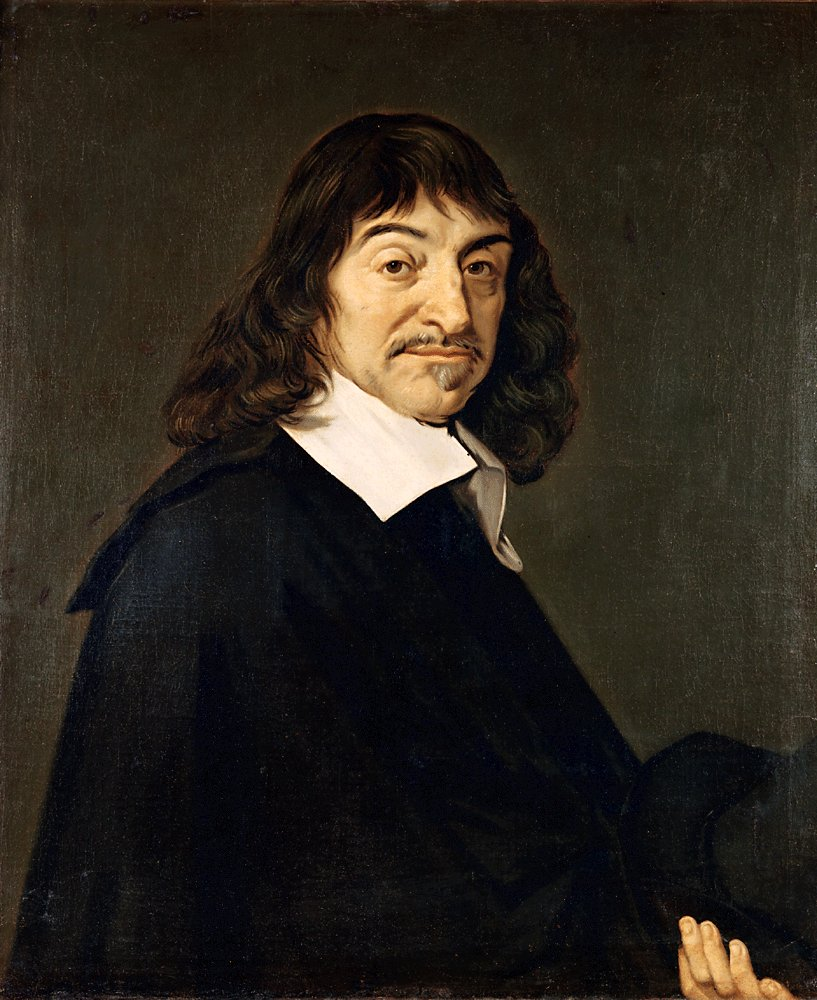

교회는 춘분이 언제인지 정확히 관측함으로써 질서와 권력이 다시 교회의 손으로 돌아왔다고 믿었으나, 오래 지속되진 못하였다. 서서히 나타나는 팽팽한 긴장 속에서 교회는 스스로 천문학적 연구를 장관하는 기관이 되었다. 교회의 막대한 부는 빛, 태양, 행성과 천문시간 연구를 후원하는 데 사용되었다. 하지만 그 때 천문학에서 새로운 이론이 탄생하게 되었다. 지구가 세상의 중심이 아니며 태양이 지구 주위를 돌지 않는다는 가설을 교회의 관점에서는 교회를 부정하게 될 사람들이 등장하기 시작했다. 우주를 둘러싼 연구가 계속되는 도중, 논쟁을 단번에 끝내기 위한 두 인물이 등장하였다. 가톨릭 교회는 자신들이 말하는 것이 명백한 사실이며 부정할 수 없는 법칙들이라는 것을 보여주기 위하여 지적인 인물을 찾았고, 그들이 찾은 인물은 철학자 르네 데카르트였다. 반대 편에서는 아이작 뉴턴이 등장하였다.
르네 데카르트는 프랑스 중부의 부유한 가정에서 둘째 아들로 태어났다. 그는 우리의 몸을 포함한 세상의 모든 것이 기계라고 생각했으며, 음식은 몸을 움직이기 위한 연료라고 생각했다. 데카르트는 그의 아이디어가 가톨릭 교회에 매우 적합하다고 믿었다. 데카르트는 신은 위대한 장인이며, 우주는 신이 만들고 움직이는 거대한 기계로서 예측 가능한 법칙들을 따른다고 보았다. 이것은 그의 빛에 대한 이해와 일맥상통하는 생각이었다. 그는 빛을 역학을 통해서 완전히 이해할 수 있다고 생각했다. 데카르트는 그가 최고의 광학 기구라고 믿었던 눈에 관심을 가지면서 역학에 대한 연구를 시작했다.
데카르트는 세상의 모든 것, 심지어 동물과 인간조차도 기계라는 가설을 주장하였다. 짐승과 인간의 유일한 차이점은 인간은 영혼이 있으나 동물은 그렇지 않다는 것이었다. 그는 동물이 기계라는 것을 밝히기 위해서 그들이 어떻게 움직이는지 알아내고자 그들의 눈을 해부하였다. 즉, 데카르트는 만약 그가 눈이 기계라는 것을 증명할 수 있다면, 그것 만으로도 그의 가설을 입증할 수 있는 증거가 될 수 있다고 생각했던 것이었다. 데카르트는 가위를 이용하여 고양이 눈의 주변 조직을 제거하고, 그 후 그 눈을 절개한 후에 홍채 주변의 조직으로부터 수정체를 떼어내었다. 떼어낸 수정체를 통해 본 물체의 상의 관찰을 통해 눈을 통과하여 망막에 맺힌 상이 거꾸로 뒤집힌 상이라는 것을 보여주었다. 또한 그는 사물이 눈에서 얼마나 멀리 있느냐에 따라 수정체의 모양이 변한다는 사실도 보였다. 그 전까지는 망막이 상을 어떻게 인식하는지에 대하여 많은 이론이 있었지만, 데카르트의 업적으로 인하여 뒤집힌 상이 맺힌다는 것을 알 수 있게 된 것이었다. 실제로는 망막에서 뇌까지의 신경경로에서 거꾸로 맺혀진 상이 제대로 보이도록 고쳐지기 때문에 생명체들은 물체를 올바르게 볼 수 있다. 따라서 데카르트는 이러한 증거들을 통해서 눈 안의 수정체가 유리 렌즈와 동일하게 작동한다는 즉, 눈이 완벽한 기계라는 것을 증명할 수 있었다.
그러한 증거들을 이용하여 데카르트는 그 당시 가장 어려운 질문의 해답을 찾을 수 있었다. 바로 색의 비밀을 풀 수 있었던 것이다. 데카르트의 기계적 세계관에선 빛은 회전하는 입자이고, 빛은 흰 빛 입자가 빨리, 또는 느리게 회전하기 때문에 나타나는 것이다. 따라서 데카르트의 이론의 핵심은 흰 빛이 순수하고, 색은 흰 빛의 변형일 뿐이라는 것이었다. 전지전능한 신이 만든 기계적인 세계관은 가톨릭 교회만이 세상의 신비를 이해하며 설명할 수 있다는 가톨릭의 주장을 받쳐주기 위해 반드시 필요한 것이었다.

### 4. 아이작 뉴턴의 빛에 대한 연구

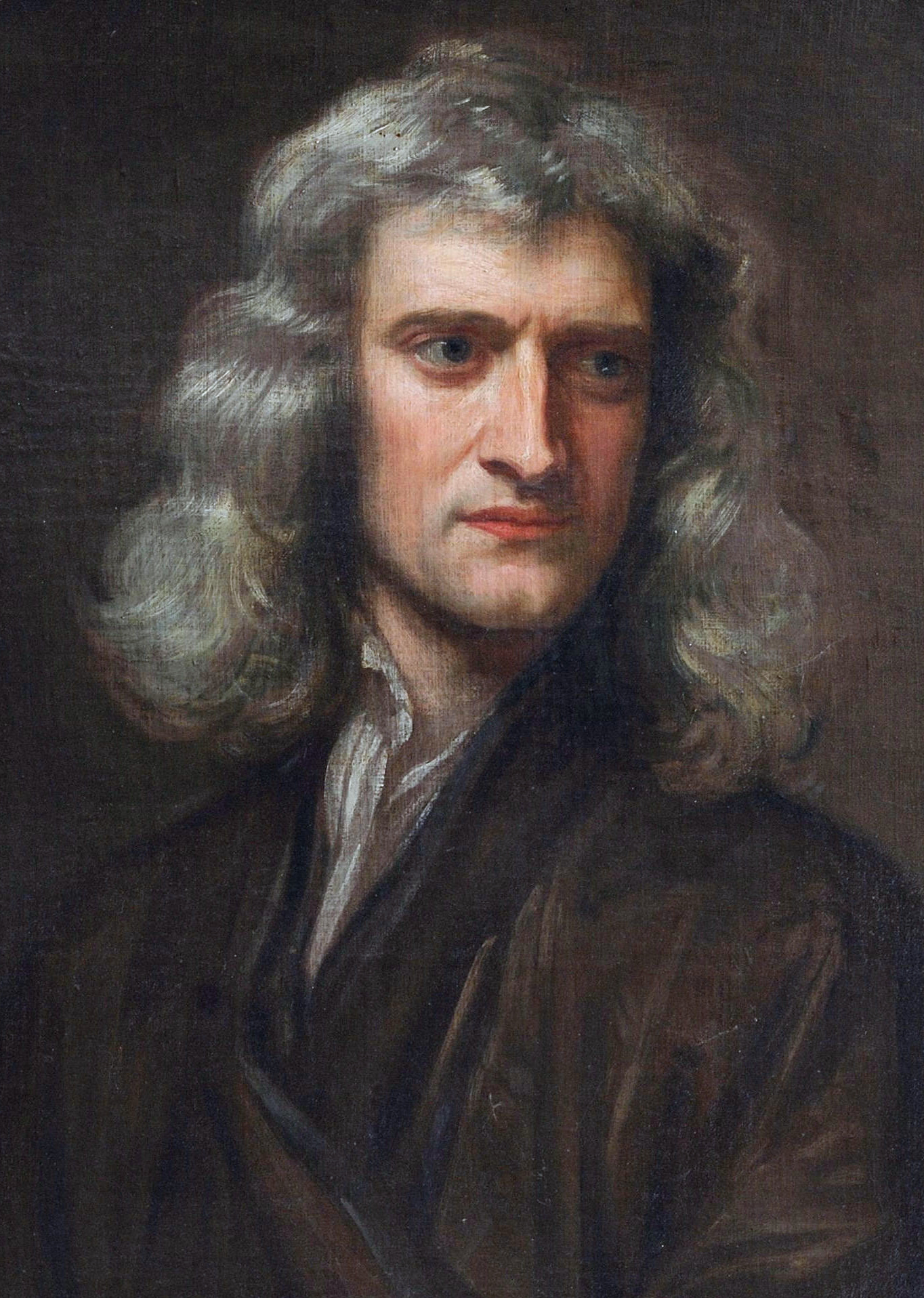
아이작 뉴턴, 1689년

하지만 가톨릭 교회의 승리는 오래가지 못했다. 바다 건너 청교도 영국에서는 데카르트와 로마 가톨릭 교회가 그들만이 세상의 이치를 알고 있다는 터무니없고 오만한 주장에 불만이 쌓여갔다. 데카르트와 그의 견해에 반대하는 사람들 중에는 아이작 뉴턴이 있었다. 뉴턴이 생각하기에 데카르트는 외부인, 프랑스인, 가톨릭, 이성주의자, 권위주의자였고, 무엇보다도 데카르트의 빛에 대한 견해가 틀렸다고 생각했다. 아이작 뉴턴은 가톨릭 교회로부터 빛을 뺏어왔다. "그림자를 쫓으면서, 나는 실제로 존재하는, 나의 정신을 희생했다" 뉴턴이 스스로도 인정했듯이, 뉴턴의 빛에 대한 집착은 그를 미치도록 만들었다.
아이작 뉴턴은 1660년대 초에 케임브리지에 어린 학생으로 입학했다. 바로 그곳에서 그의 천재적이며 창조적인 과학, 철학, 종교적 생각들이 생겨난 것이었다. 아이작 뉴턴에게 빛은 모든 것이었다. 그는 거의 빛을 성스러운 원리라고 생각했다. 그는 이 세상이 단 하나의 현명하고 전지전능하며 똑똑한 수학적인 신에 의해서 만들어졌다고 생각했다. "모든 것을 창조하고, 또 모든 것을 지배하기 때문에 두려워해야 할, 그런 존재가 있다 – 아이작 뉴턴" 그래서 뉴턴은 빛과 색을 연구 함으로써 신의 창조의 비밀을 더욱 깊이 밝히는 것이라고 생각했다. 1664년에 21살의 나이로 뉴턴은 처음으로 빛과 시각에 대해 공부했다. 지금이나 그 때나 뉴턴은 매우 독자적이고 친구가 적으며 폭력적이고 집착이 강한 사람으로 알려져 있다.
뉴턴의 빛과 색에 관한 첫 생각은 엄청난 자기 관찰에서 이루어졌다, 마치 자신의 정신 안을 들여다본 것 같이 말이다. 그는 몇 시간 동안 태양을 바라보다가 스스로 어두운 방에 갇힌 채 태양의 상을 떠올리려고 애썼다. 그리고 그의 실험들은 더 극적이게 되었다. 그는 우리가 보는 상이 압력에 따라서 바뀌는지, 즉 우리의 눈을 어떤 것이 누르면 상이 바뀌는지, 또 우리가 생각하거나 꿈꿀 때 보는 상에 대해 알고 싶어했다. 그래서 뉴턴은 나무로 만든 바늘을 눈알과 뼈 사이에 집어넣고 눌렀다. 그런 위험한 실험을 통하여 색을 띠는 원이 눈의 초점 바로 위에 나타나며 그 색은 무지개의 색 순서와 같다는 것을 알아내었다. 뉴턴은 자신의 시력을 담보로 연구할 정도로 빛의 현상을 밝혀내는 데 집중해 있었기에 우리가 눈 안에서 보는 것을 생각 밖으로 끌어내어 외부 세상에 나타낼 수 있는 방법이 없는지 알아내려 하였다. 뉴턴은 프리즘, 렌즈와 거울을 이용하면 그렇게 할 수 있다고 추측했다. 뉴턴은 데카르트의 빛과 색에 관한 기계적 이론이 말도 안 되는 엉터리라는 것을 밝히겠다는 목표가 있었다. "어떤 신사가 색은 기계적이고 프리즘이 흰 색을 빛을 띠게 만들어주는 것이라고 주장했지만, 이 이론은 불충분할뿐만 아니라 지성적이지 못하다"라고 하였다. 뉴턴은 그의 빛에 대한 이론의 운명을 결정해줄 몇 개의 실험을 계획했다. 뉴턴은 창문 셔터에 작은 구멍을 뚫어서 반대편 벽에 태양빛이 비치도록 하고는 태양빛을 프리즘에 비추었다. 그 후 매우 조심스럽게 프리즘을 놓아서 태양빛이 입사하는 각도가 나가는 각도와 같도록 프리즘을 조절하였다. 몇 주간 노력한 끝에, 그는 드디어 인공적인 무지개를 만들어낼 수 있었다. 그리고 그는 이 빛 띠에 이름을 붙였는데 그 이름은 바로 '스펙트럼'이었다. 사상 처음으로 뉴턴은 태양빛의 색을 측정했던 것이다. 몇 백년 후 스펙트럼에 관한 지식은 엑스선, 전자파, 자외선과 적외선으로 이어졌다. 심지어 별들이 무엇으로 이루어졌는지 밝혀내는데 쓰이기도 하였다.
뉴턴에게 스펙트럼은 시작일 뿐이었다. 뉴턴의 실험 중 가장 중요한 것은 훗날 '결정적 실험'이라고 불리게 된 실험이다. 뉴턴은 자신이 데카르트의 색의 기원에 대한 이론을 박살내버릴 방법을 찾아냈다고 믿었다. 만약 데카르트의 이론이 허황되었다는 것을 밝힌다면 데카르트의 모든 철학이 무너지게 되는 것이고, 뉴턴은 데카르트와 그의 동료들이 만들어낸 사이비 종교를 없애기를 바라고 있었다. 그리고 이 모든 것이 '흰 빛이 순수한가', 그리고 '데카르트가 말한 대로 프리즘이 빛을 변형시켜 색을 만드는 것인가'라는 질문에 달려있었다. 뉴턴은 이것을 확인하기 위하여 스크린에 구멍을 뚫어서 빨간 빛만이 통과할 수 있도록 하였다. 만약 데카르트가 맞았다면, 두 번째 프리즘이 빨간 빛을 변형시켜 새로운 색들이 나타날 것이었다. 뉴턴이 맞았다면, 빨간 빛은 그대로 빨갛게 남을 것이었다. 이 실험이 결정적이 이유는 바로 프리즘이 색을 변형시키지 않다는 것을 보였기 때문이었다. 프리즘은 색을 분석한다. 만약 스펙트럼에서 나오는 빨간 빛이 기초적인, 원초적이며 심플한 것이라면, 두 번째 프리즘을 통과하더라도 더 분석되지 않을 것이다. 따라서 이 실험은 동시에 흰 빛이 사실 7개의 다른 색으로 이루어졌다는 것을, 그리고 그 색들은, 이 빨간 빛처럼, 가장 기초적인 색이라는 것을 암시했다. 이런 관찰은 역설적이지만 명료하였다. 순수한 빛들은 각각의 색을 가진 빛들이고, 섞여 있는 빛은 바로 흰 빛이었다. 뉴턴은 충분히 설득력이 있는 실험들을 확보하고 난 후, 그는 여느 17세기 과학자처럼 행동하였다. 그는 캠브릿지에서 편지를 통해서 영국 왕립 협회에 실험들과 수행 방법을 적어서 학회에서 재현할 수 있도록 했다. 그 재현을 통하여 뉴턴은 동시대의 빛과 색에 대한 생각들이 모두 완전히 틀렸다는 것을 보여주었다. 그는 그렇게 빛의 이론을 새로 썼으며, 1703년에 뉴턴은 런던 왕립협회의 회장이 되었다. 뉴턴은 그의 위대한 논문으로 평가 받는 '빛과 색에 대하여'를 집필하였다. 그 논문은 출간되자
마자 현대 실험철학에 있어서 가장 위대한 업적들 중 하나로 평가 받고 있다.

### 5. 결론
그리하여 빛이 본성에 대한 질문을 넘어서는 단계에 이르게 되었다. 빛의 성스러운 본성에 대한 논쟁으로 시작한 것이 이제는 훨씬 더 거대한 것으로 변하였다. 빛에 대한 설명은 철저한 실험에서 나온 관측을 바탕으로 이루어져야 한다는 뉴턴의 고집스런 생각은 깨우침을 불러왔다. 그리고 이 깨우침을 통해서 우리는 현대의 과학적인 세계관을 탄생시켰다. 옛 질문들은 우리가 어디에서 왔는가, 무엇으로 이루어졌는가, 미래는 어떨 것인가 하는 종교적인 것이었지만, 17세기 아이작 뉴턴의 영향으로 전례 없는 일이 일어났다. 창조를 밝히는 새로운 방법이 발명된 것이었다. 실험적 방법, 빛에 대한 실험들이 현대의 세계에서 이 세상을 이해하는 우리의 방법으로 이끌었다. 과학이 창조되었고, 과학의 빛으로 이 세상은 다시는 똑같이 보이지 않게 되었다. 다음 2편에서는 인류가 어떻게 빛을 조종했는지, 갈릴레오와 허셜이 간단한 빛의 도구로 전 우주관을 뒤집었는지에 대해서 논하게 될 것이다.

## 2부, 천상의 빛(The Light of Reason)
독창적인 인간들은 빛을 조작하고 바꾸어 굉장히 정밀한 광학 도구들을 만들었다. 이 도구들로 항해사들은 지상 또는 바다에서 여행할 수 있게 되었고 화가들은 놀라울 정도로 사실적인 묘사를 할 수 있게 되었으며 우리가 거의 무한히 멀거나 상상할 수 없을 만큼 작은 것을 볼 수 있게 해주었다.
빛의 이해에 대한 새로운 여행은 1500년 때의 북유럽 쪽의 발트해에서 시작되었고, 이것은 학자나 과학자가 아닌 상인들과 항해사들에 의해 시작되었다. 16세기에는 이 바다가 세계에서 가장 많이 이용되는 항로 중에 하나였다.항해사들은 항해 범위를 중국, 인도 제국, 그리고 남아메리카까지 크게 넓혀나갔다. 발트해를 오가는 무역 상품들은 호박(보석), 가죽, 밀, 목재였고 그 무역이 원활히 이루어지기 위해서는 확실하고 전문적인 항해법이 필요했다. 항해 기술을 전문화시키기 위해서는 빛에 대한 이해가 필요했고, 필요에 따라 발트해의 항해사들은 그 당시 최고의 별 관찰 도구를 만들었다.
이 편에서는 티코 브라헤, 갈릴레오 갈릴레이, 로버트 훅, 윌리엄 허셜, 올레 뢰머, 찰스 다윈, 윌리엄 톰슨과 러더퍼드가 등장한다.

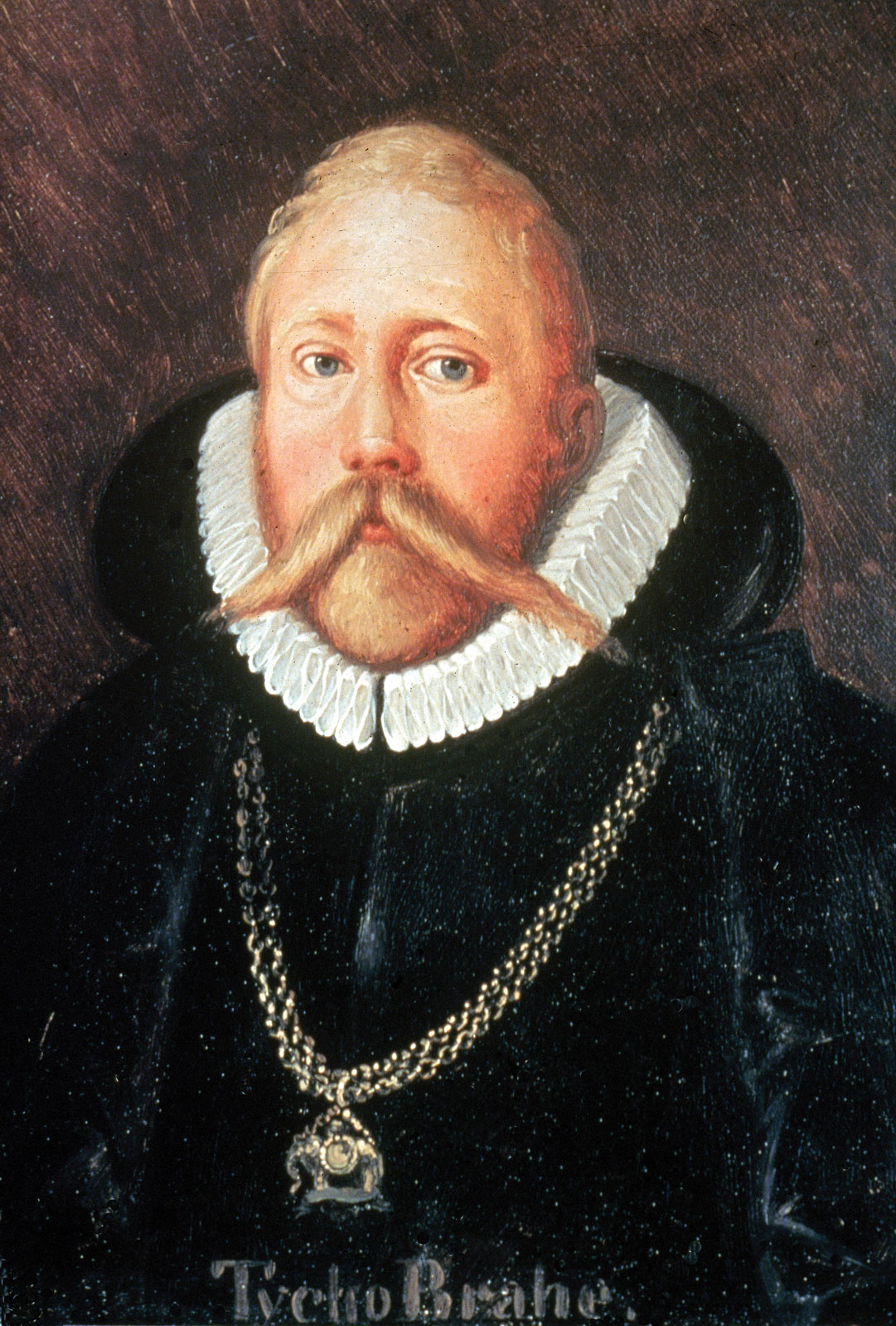
티코 브라헤

### 1. 티코브라헤의 연구
티코 브라헤는 거칠고 싸우기를 좋아했다. 그가 학생일 때는 말다툼을 하기 일쑤였는데 한 번의 말다툼도 치명적이었다. 싸움은 항상 누군가가 티코의 천문학적 예측에 도전장을 내밀 때 시작되었다. 언쟁을 뒤따르는 칼싸움에서 티코의 콧등이 잘려나갔다. 하지만 티코는 이를 부끄러워하지 않았고, 대신 그 위에 금속을 덮어씌웠다. 일상생활에서는 구리로 만든 금속을 사용했고, 격식을 차려야하는 특별한 경우에는 금을 사용했다. 티코의 코는 그가 자랑스러워하는 흉터였다. 그 흉터는 그가 바보들은 상대하지 않을 것을 의미했다. 또한, 흉터는 그가 적대적인 사람이었음을 알려주는 배지이다.

#### 1) 티코의 천문대

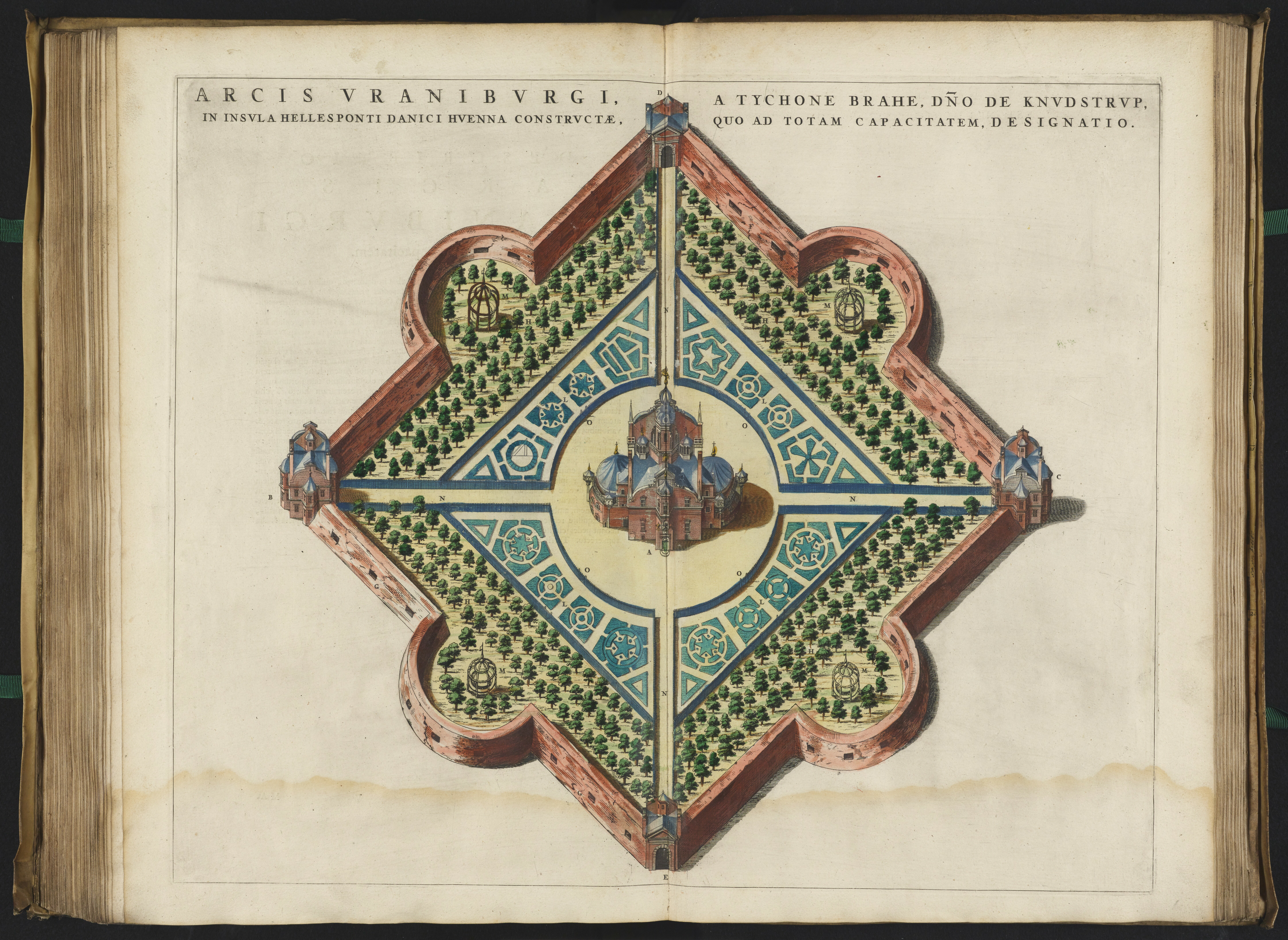
우라니보르그 천문대

티코브라헤는 벤(스웨덴) 섬에 살면서, 항해사들이 쓰던 도구에 눈금을 새겨 엄청나게 체계적으로 별에 대한 연구를 했다. 티코는 더 완벽한 하늘의 지도를, 지구에 사는 인간들의 미래를 정확히 예측하게 해주는 지도를 만들고 싶어 했다. 티코는 점성학을 깊게 믿었다. 그는 별과 행성들에서 나오는 빛들로 하늘이 여기 지구에서 일어나는 일들을 조절한다고 생각했다. 그래서 티코는 날씨, 인생, 그리고 왕들의 죽음에 대해 각종 예측을 했다. 그는 이런 예측들로 덴마크의 왕, 프리드리히 2세에게 아첨했고 그것에 대한 대가로 왕은 그에게 벤 섬을 통째로 티코가 별들에 대해 연구할 천문대를 지을 수 있도록 주었다. 티코의 천문대는 최첨단 기술들로 이루어져 있었다. 그는 천문대를 정교하게 만들어진 사각형 돌들과 시계들로 채워서 당시의 가장 정확한 별자리표를 만드는 데 사용하였다. 아직까지 남아있는 것은 티코의 가장 놀라운 관측 도구인데, 바로 그의 정원 화단이다.(사진) 이 도구를 가장 잘 보는 방법은 위에서 보는 것이다. 티코는 황도대의 별자리들을 나타내기 위해, 또, 별들의 위치를 표시할 수 있게 땅을 구획했다. 천문대의 배치는 완벽히 대칭적인데, 두 장축 중 하나는 정확히 남과 북을, 다른 하나는 정확히 동과 서를 가로지르고 있으며, 가운데에는 높은 벽에 둘러싸인 큰 관측소 건물이 있다. 벽과 건물 사이에는 약초 정원, 각 약초가 그 약초의 힘을 조절하는 12궁을 향해 심어져 있는 점성술 정원이 있다. 정원은 천문학적 궤도 질서를 나타내고 있다.

#### 2) 티코의 혜성 관측
티코는 1577년 11월 13일에 관측하는 도중 그의 머리 위로 혜성 하나가 하늘을 가로질러가는 것을 보았다. 티코는 그 관측에 매료되어서 밤마다 혜성의 위치를 집요하고 꼼꼼하게 측정하며 추적했다. 티코는 그 때는 몰랐지만 이것은 위험한 자료, 신이 창조한 우주의 자연에 도전하는 자료였다. 교회는 신이 지구를 우주의 중심에 놓았다는 것이 절대적 사실이라고 주장했는데, 그 주장에 따르면 그 중심의 주변에는 여러 큰 수정으로 이루어진 천구들이 있고 달, 해, 행성들, 그리고 마지막으로 별들을 거기에 위치해야 했다. 이 수정 천구는 뚫을 수 없으며, 어느 것도 이것을 통과할 수 없다고 했다. 이 모든 것들에 티코의 혜성이 도전장을 내밀게 되었다. 하늘에 혜성이 움직이고 있다는 것을 알았지만, 수정 천구가 있기 때문에 혜성은 그것을 통과해 움직일 수 없었다. 그러면 혜성은 달보다도 훨씬 더 지구와 가까이 있어야한다. 혜성이 하늘을 가로질러가자, 티코는 그 움직임을 정확히 측정하여 최초로 지구로부터의 혜성의 거리를 계산할 수 있게 되었다. 티코가 이용한 방법은 시차라고 하는 빛의 성질에 기반을 둔 것인데, 이 기술은 항해사들 사이에서 흔히 쓰이는 기술이었다. 하지만 이것은 티코가 본 것과 달랐다. 그가 본 것은 별들을 배경으로 하여, 굉장히 천천히 움직이는 혜성이었다. 이것이 의미하는 바는 하나 밖에 없었다.
혜성은 달보다 훨씬 먼 곳에서 움직이고 있어야하고 혜성은 사람들이 수정 천구로 이루어져 있다고 상상한 하늘에서 움직이고 있어야했다. 티코가 그의 관측 결과를 확인한 바로는 혜성은 무려 달보다 6배만큼 멀리 떨어져 있었다. 즉, 혜성은 하늘의 공간들을 통과하고 있었다. 티코의 혜성은 기존의 우주 모델을 완전히 뒤엎었다. 만약 수정 천구들이 존재했다면, 혜성은 그것들을 깨고 통과해야만 했다. 티코는 굉장히 정밀하게 관측했고 관측 결과들이 보여준 것은 교회의 우주를 보는 전통적인 관점이 잘못되었다는 것이었다. 수정 천구는 존재하지 않았다. 그리고 별들, 행성들, 혜성까지의 거리는 상상을 초월한 만큼 멀었다. 적극적인 덴마크 천문학자의 최후에는 일들이 잘 풀리지 않았다. 혜성 관측 이후로 덴마크 왕과의 관계는 완전히 단절되어 버렸고, 그는 천문대를 떠나야만 했다. 티코는 곧 어느 축하연에서 취한 뒤로 앓게 된 방광염으로 사망하고 말았다. 하지만 티코는 역사에 한 획을 그었다. 그는 정확히 별들의 위치를 표시하고 측정한 최초의 사람이었다. 그의 업적은 교회의 주장들을 흔들리게 했다.

### 2. 갈릴레오 갈릴레이의 연구

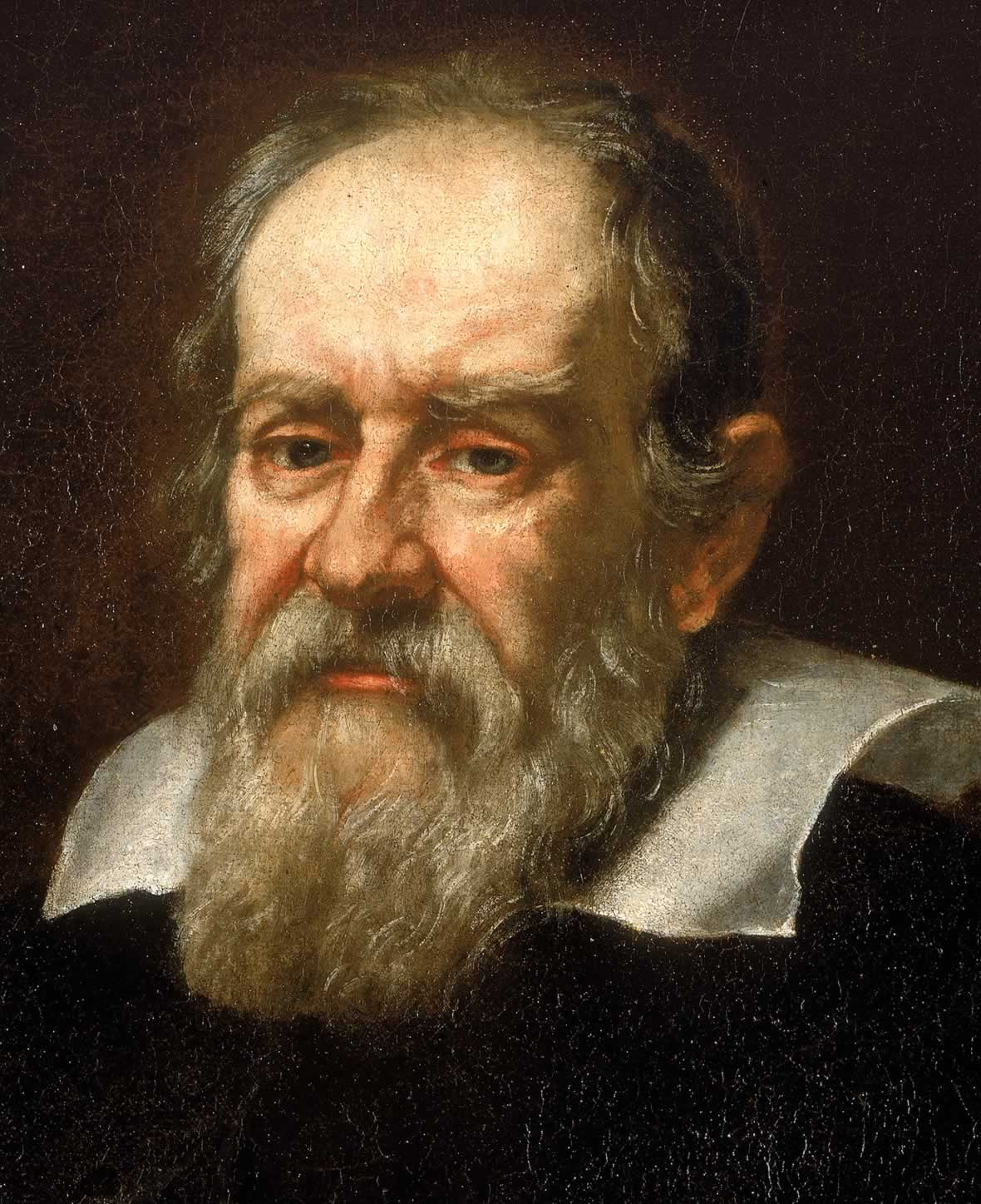
유스튀스 쉬스테르만스가 그린 갈릴레오 초상화

유리가 모든 것을 바꿔놓았다. 사람들은 유리를 통해 매일 하늘을 관찰하기 시작했고, 그들은 100년 묵은 종교적 교리를 파헤쳤다. 이것은 15세기 베네치아에서 유리 제작에 대한 혁명으로부터 시작되었다. 유리는 그들의 수상 도시의 무역을 독점했던 위대한 베네치아 상인들의 부를 과시하는 방법 중 하나였으며, 곧 돈이며 사치품이었다.
16세기부터 베니치아인들은 '크리스랄로'라는 견줄 나위 없이 아름답고 투명한 유리를 만들 수 있게 되었다. 그리고 사람들은 유리가 독특한 성질인 빛을 휘게 하여 방향을 바꾸도록 하는 굴절을 알게 되었다. 이것이 사람들에게 잘 알려졌을 때에는 이미 읽는 것을 더 쉽게 하기 위해, 또 초점을 맞추기 위해 렌즈가 사용되기 시작했다. 유리의 이 비상한 성질은 확실히 인간들이 세상을 보는 방법을 바꿨다. 하지만 르네상스의 베니치아에서는, 유리는 그저 장식, 자질구레한 장신구, 장난감으로 여겨졌다. 그래서 1609년에는, 렌즈를 이용해 먼 물체들이 가까이 있는 것처럼 보이게 하는 스파이글라스라는 장치를 판다는 소문이 있었지만 아무도 심각하게 받아들이지는 않았다.

#### 1) 갈릴레오와 망원경
가난한 수학 교수, 갈릴레오 갈릴레이는 스파이글라스에 관한 소문을 가볍게 여기지 않았다. 갈릴레오는 쌍안경에 대한 소식을 처음 1609년도의 여름쯤에 들었다. 그는 매우 똑똑하고, 박식하고, 가난했다. 그는 그가 가지고 있는 저임금의 교수직보다 더 좋은 직장을 원했고, 그는 자신이 시장이나 후원자에게 제공할만한 대단한 새로운 기술을 만든다면, 그의 이름, 명성, 그리고 보수는 보장될 것이라는 것을 알았다. 그리고 이것이 바로 그가 스파이글라스에 대한 소식을 듣고 생각한 것이다 하지만, 한 가지 문제점은 정밀한 유리 조각들은 주로 사기꾼들이 판다는 것이었다. '셜러튼(허풍쟁이)'은 이탈리아 단어인데, 그 원래 뜻은 광장 한 가운데의 무대에 올라가 뱀 기름과 같은 이상한 것들, 매독 치료제나 여자들이 사랑에 빠지도록 하는 것들을 파는 사람들이었다. 갈릴레오가 해야 될 일은 사기꾼들이 무엇을 하는지를 알아내는 것과 사람들이 자신을 사기꾼 중 하나라고 생각하지 않도록 하는 것이었다. 갈릴레오는 스파이글라스가 자신에게 빠르게 돈을 벌어다줄 것이라고 믿었고 갈릴레오에게는 멀리 있는 물체들을 가까이 있는 것처럼 보이게 하는 이 기계가 단순한 장난감만은 아니었다. 군사적이고 상업적 도시인 베니치아에서 스파이글라스는 가치가 매우 컸다. 베니치아 해군은 적들이 도착하기 몇 시간 전에 알아챌 수 있을 것이고, 무역가들은 항구로 들어오는 물품들을 미리 보아 그에 따라 가격을 조정할 수 있었을 것이다. 그리고 물론 갈릴레오 자신에게도 큰 도움이 될 수 있었다. 갈릴레오는 단번에 그의 지역 유리 공장들에서 좋은 렌즈들을 구했고, 그것들을 가지고 시험했다. 그 결과는 천문학을 영원히 바꾸어 놓았다. 갈릴레오는 매우 강력한 오목 렌즈를 눈 가까이에 배치한 후 튜브 상의 정해진 거리만큼 떨어진 곳에 볼록 렌즈를 놓음으로서 사물들을 똑바로 서 있도록 할 뿐만이 아니라, 확대도 8, 9배나 할 수 있게 만들었다. 이전 까지는 물체들의 위아래가 뒤집혀 보였고, 고작 2, 3배로만 확대할 수 있었다. 갈릴레오는 이것을 베니치아 정부에게 팔면 큰 돈을 벌 수 있을 것이라고 믿었다. 하지만 먼저, 그는 그가 사기꾼이 아니라는 것을 증명해야 했다. 그래서 그는 그를 의심하는 사람들을 베니치아의 벨 탑 위로 데려와 이 도시의 익숙한 전경들을 보여주었고 그들이 직접 망원경을 통해 보도록 하여 그가 방금 확대를 했고, 그것이 신뢰할 만한 것임에 동의하도록 했다. 그가 하려는 것은, 사람들이 망원경 속을 통과한 빛이 신뢰할 만한 정보를 지니고 있다는 것을 인정하게 하는 것이었다. 결국, 베니치아 정부는 이 망원경이 단순히 속임수가 아니라는 것에 설득이 되었고, 그들은 갈릴레오의 제안을 받아들여 그를 후하게 보상했다. 갈릴레오는 베니치아 정부와 협상하는 것에 매우 교활했는데, 갈릴레오는 그의 새로운 망원경 제조 독점권과의 교환으로 그의 보수를 크게 올려주기를 부탁했다. 그 제안은 받아들여졌지만, 바로 다음 날, 정부는 베니치아의 시장들에서 허풍쟁이가 판매하고 있는 것을 발견해서 정부는 갈릴레오의 보수를 올리는 것을 거절했다. 하지만 갈릴레오는 이제 그가 원하던 것인 조금의 돈과 빛을 조작할 수 있는 도구, 망원경을 가지게 되었다.

#### 2) 갈릴레오의 천체관측

1610년 갈릴레오에 의해 관측된 금성의 위상

갈릴레오는 망원경을 처음으로 하늘을 향하도록 했다. 갈릴레오는 망원경을 통해 사람들이 존재할 것이라고 상상도 못해 본 세상을 보았다. 그 후 몇 달 동안 갈릴레오는 달의 표면에서 볼 수 있는 것들에 대해 큰 흥미를 가졌다. 그 표면은 울퉁불퉁 했고, 분화구와 산이 있었다. 그는 심지어는 달에 위치한 산들의 높이까지 측정했다. 그 산들의 높이는 4 마일(6.44km)이었다. 또한, 그는 맨눈으로 볼 수 있는 별들보다 훨씬 더 많은 별들을 보았다. 그 전까지도 누구도 이런 것들을 보지 못했고, 망원경은 어느 누가 상상한 것보다 우주가 훨씬 더 크고 복잡하다는 것을 밝혀냈다. 갈릴레오는 그가 발견한 것들을 최대한 빨리 "시데리우스 눈치우스"라는 책으로 출간했다. 이 책은 이전의 상식과 다른 내용을 가지고 있었고, 대중들이 이 책을 열심히 읽긴 했지만, 불안하고 혼란스럽게 느껴졌다. 이 책은 육안으로는 볼 수 없는 수백 개들의 별들을 보여주었다. 이 책은 달의 산들, 분화구, 달의 바다들을 보여주었고, 그 전엔 상상도 못한 별들을 보여주었다.
1610년, 6월 10일 갈릴레오는 4개의 위성들이 목성 주변을 도는 것을 보았다. 이 관측이 500년 동안 세계를 보는 관점을 흔들었다. 예로부터 사람들은 자신들을 특별하다고 지구상에서 중추의 위치에 서있다고 믿었고 기원에 대한 책들은 신 혼자만의 생각으로 인간은 만들어졌고, 우주의 중심인 지구에 놓여 있다고 말했다. 모든 행성들과 태양은 지구를 중심으로 돌고 있다고 믿었다. 하지만 갈릴레오의 망원경에 따르면, 책들은 사실이 아니었다. 갈릴레오의 목성 주위를 도는 위성에 대한 발견은 천체들이 무언가 다른 곳을, 다른 행성을 중심으로 돌고 있고 우주에는 움직이는 것이 많은데 각자가 다른 중심을 향하여 돈다는 것을 더 신뢰성 있게 했다. 갈릴레오의 업적은 태양이 중심에 있다는 우주의 새로운 모델에 대한 근거였으며 그때부터 지구는 태양 주위를 도는 그저 다른 행성일 뿐이었다. 교회의 우주 창조론 모델은 갑자기 곤경에 처했다. 교회의 위상과 권력은 위험에 처해있었지만, 갈릴레오는 교회를 파괴할 의도가 아니었다. 갈릴레오는 종교를 믿는 사람이었고, 단순히 교회가 어리석어 보이지 않게, 모든 것을 바로잡기를 바랐다. 그리고 그는 공공연하게 성경이 어떻게 천국에 갈 수 있는지는 말해줄 수 있으나, 하늘이 어떻게 돌아가는지 알려주지 않는다고 말했다. 갈릴레오는 그의 망원경을 그저 돈을 벌기 위해 만들었지만 의도와는 다르게, 갈릴레오는 빛을 이용해 하느님의 위상에 치명적인 영향을 주었다. 갈릴레오의 망원경이 성공한 뒤에, 렌즈 시장은 흥했고 렌즈는 거의 세계적인 기술이 되어서 생활의 모든 부분에 영향을 주었다.
미술 또한 빛과 렌즈의 조합에 영향을 받았다. 물감을 칠하는 것이나 그림을 그리는 방법에는 극적인 변화가 왔고, 세계를 표현하는 방법에 있어 새로운 종류의 사실주의가 등장했다. 처음으로 평상시의 일상생활이 화가들의 그림의 주제가 되었다. 이 모든 것은 카메라 옵스큐라라는 장비로 가능케 되었다. 화가들은 17세기 중반에 렌즈를 이용한 카메라 옵스큐라에 관심을 가지기 시작했다. 그 중 대표적인 예는 페르메르이다. 렌즈 기술과 옵스큐라가 뜻했던 것은 예술가들이 그들의 주변에서 볼 수 있는 것들을 현실적인 이미지로 만들어냈다는 것이다. 망원경은 거대한 세계와 작은 세계로 하여금 사람들 간의 관계를 완전히 바꾸어 놓았다. 그리고 지금, 카메라 옵스큐라는 사람들에게 현실적이고 정밀한 세계의 설명을 제공한다. 17세기 유럽에서, 렌즈는 세계의 모든 측면을 관찰하는데 쓰였다.

### 3. 로버트 훅의 연구

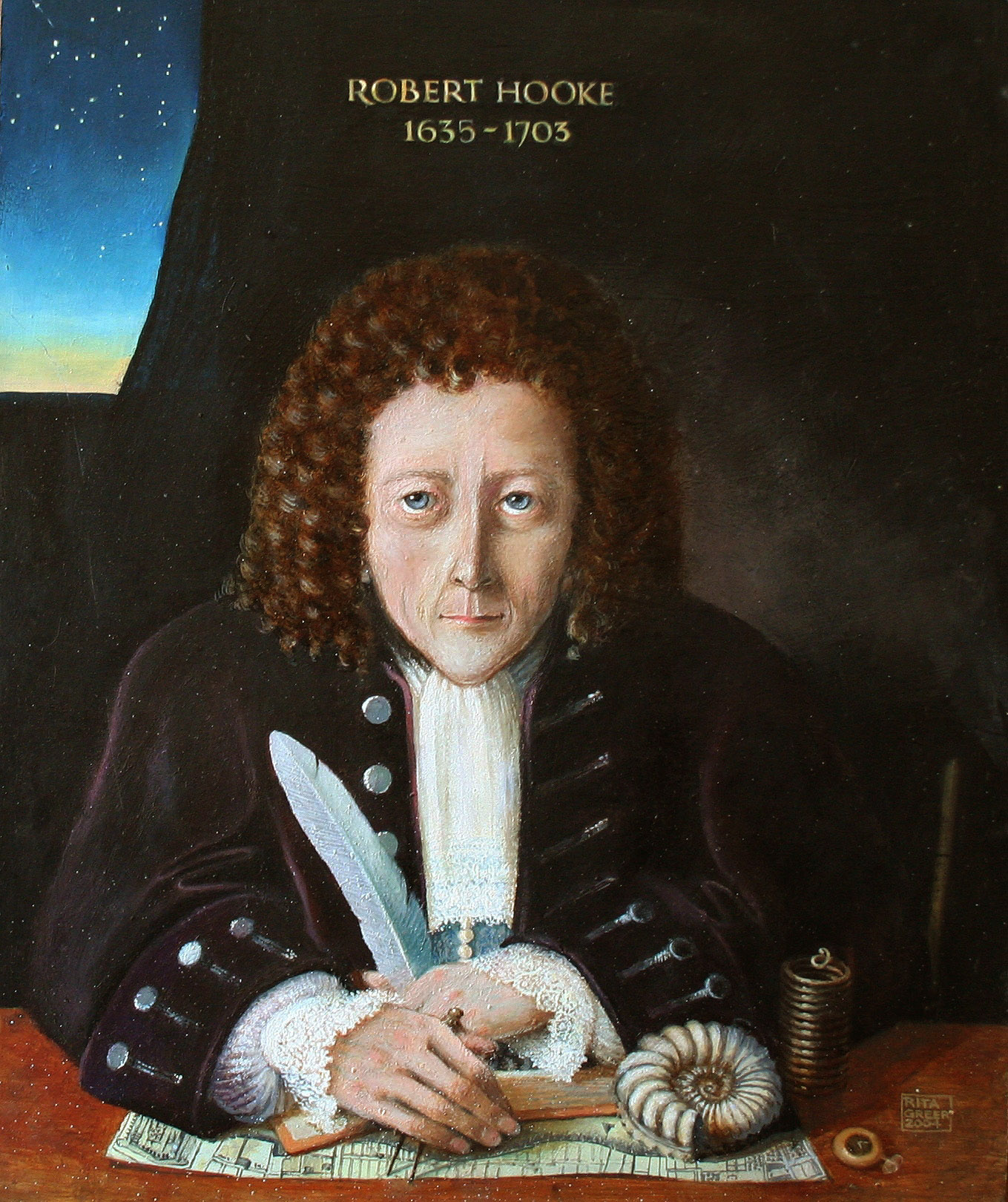
로버트 훅

이때 사람들은 하늘뿐만 아니라 지구 아래쪽 까지도 관찰했다. 1660년대의 영국은 급속히 발전하고 있었고 세계 상업의 중심지였다. 영국이 무역을 통해 성장해 가는 동안 학자들 또한 새로운 세계를 개척해 나갔다. 그리고 학자들 중엔 로버트 훅이 있었다. 로버트 훅은 1666년 화제 이후 런던의 길을 디자인한 기술자였으며 빛에 관심이 많은 사람이었다. 독특했지만 총명했던 훅은 자기 자신을 대상으로 실험을 했다. 훅은 직접 납을 마셔보았더니 어지러웠고 현기증을 치료하기 위해, 피를 7온스를 뺐다. 현기증은 계속되었지만 생강을 코로 들이쉬자 코에 있던 두꺼운 젤리 덩어리를 불어 내어서 상태가 훨씬 나아졌다. 그리고 훅은 복통을 치료하기 위해, 일부러 자신을 아프게 하고 아침에는 속을 쓰리게 하는 휘발성의 약쑥으로 실험을 했다. 이렇게 훅은 모든 것이 어떻게 돌아가는지 집중적으로 캐물었다. 해부학, 공학, 철학, 모든 것은 훅의 연구의 윤활제가 되었다. 훅의 가장 큰 열정은 빛이었고, 훅은 유리 공작에 뛰어났기 때문에 정확한 도구와 기술을 가지고 있었다. 또한 훅은 런던 유리 무역에 아주 능숙한 협력자가 있었고 가장 우수한 렌즈를 만들 수 있었다.

#### 1) 훅과 현미경
훅은 망원경으로 보는 천문학과 같은 기술을 쓰는 현미경을 만드는 쪽에 관심을 가졌다. 왜냐하면 확대에 대한 원칙은 같게 적용이 되기 때문에 아주 작은 것을 크게 볼 수 있기 때문이다. 훅이 그의 현미경 렌즈를 통해서 본 것은 아름다움, 공포, 외계인처럼 생긴 곤충, 흉측한 괴물의 모형의 세계였다. 훅은 매 분마다 정교한 그림으로 세부사항을 기록했다. 그리고 1665년, 그는 현미경을 통해 본 것을 담은 책, Micrographia를 출판했다. 사무엘 피프스는 이 책을 받고서는 이틀 밤을 새우며 읽었고 그 책을 그가 평생 읽어본 책 중 가장 독창적이라고 했다. 훅의 현미경 세계는 멋졌지만 또한 극도로 위협적이기도 했다. 사람들은 상상할 수 없는, 아주 작지만 복잡한, 세계를 Micrographia를 통해 보았다. 사람들이 여태껏 꿈도 꾸지 못한 물질, 생명체, 그리고 구조들이 몸 속, 머리카락 속, 피부 아래처럼 그들의 주변에 있었다. 이해하지 못한 생명체와 구조들의 세상이었다.

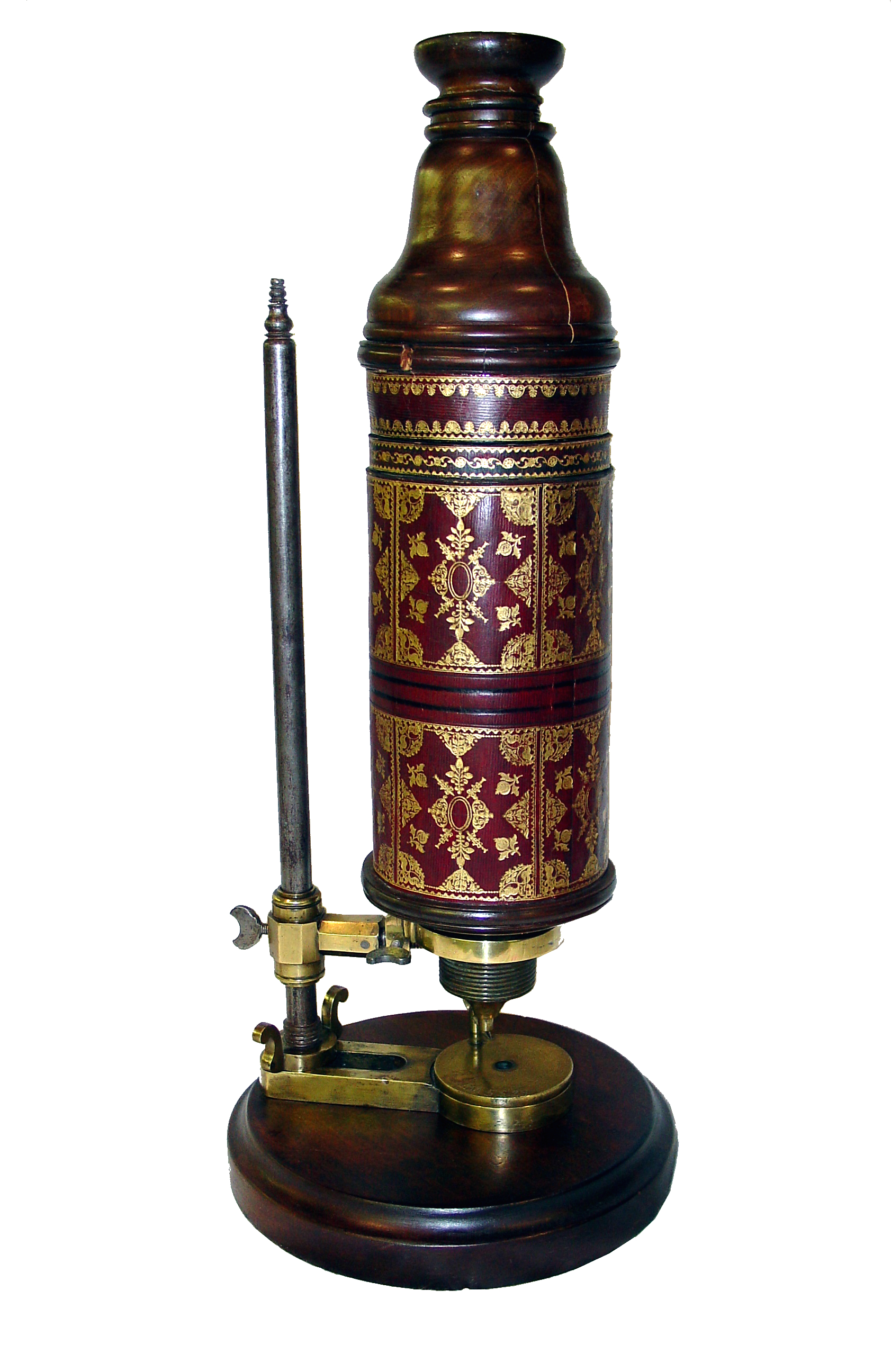
로버트 훅이 사용했던 현미경이다.
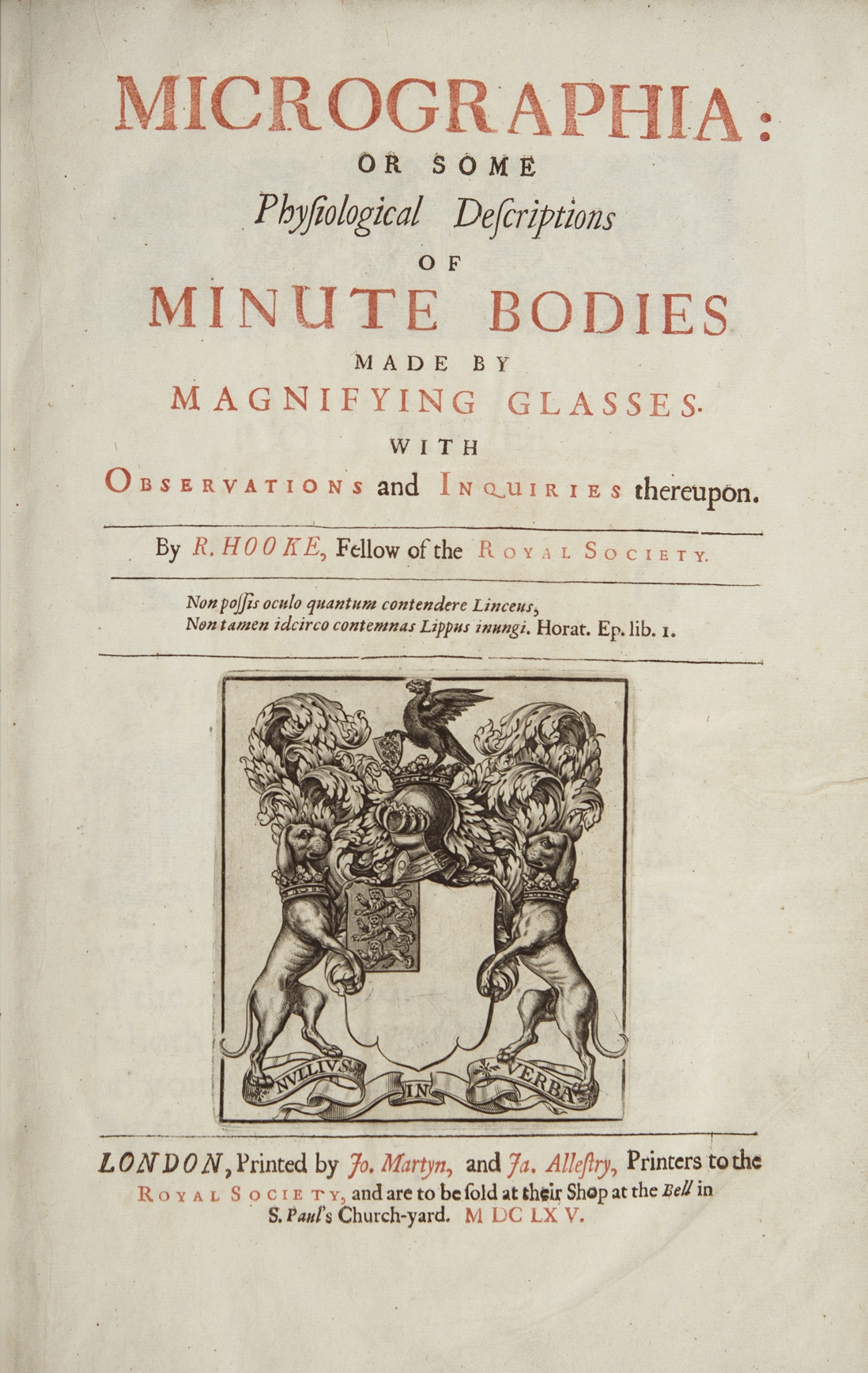
이 그림은 마이크로그라피아의 속표지의 그림이다.

로버트 훅은 강박적이었던 자가 실험으로부터 입은 손상으로 인해 결국 죽고 말았다. 그리고 훅이 남기고 간 것은 사람들은 자신들이 더 이상 독특하거나 특별하다고 볼 수 없게 만든 미소 세계였다. 사람들은 혼란에 빠졌고, 그들은 그들이 신으로부터 선택을 받은 존재인지, 그리고 신이 존재하는지에 대해 질문을 하기 시작했다.

### 3. 윌리엄 허셜의 연구

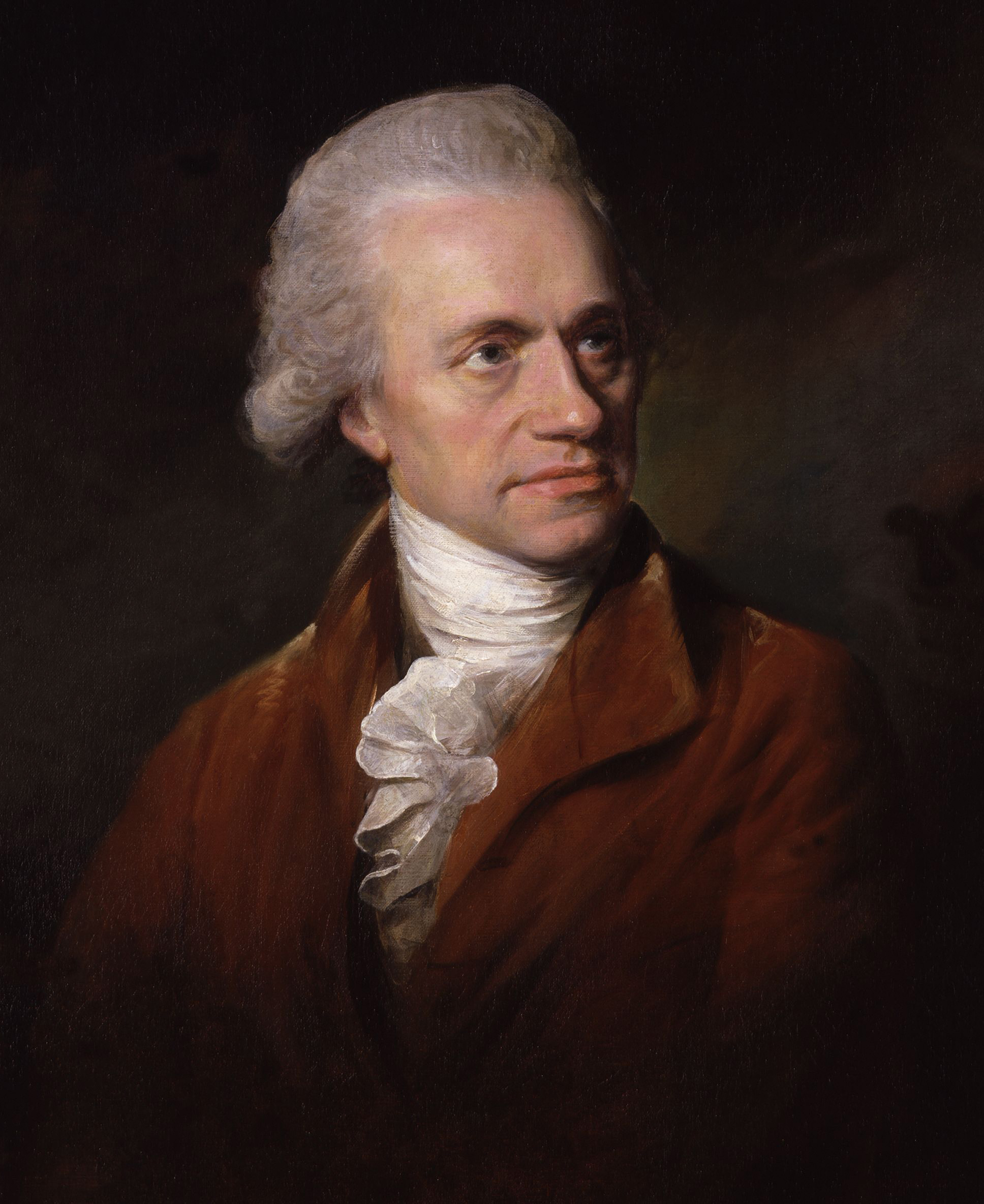
윌리엄 허셜

현미경과 함께한 로버트 훅의 업적은 자연학의 경계를 완전히 바꾸어 버렸다. 실제로 18세기에는 유럽 전체에 걸쳐 사람들은 그들이 어떤 종이었고, 어떻게 분류되는지 알아내기 위해 동물, 채소, 그리고 식물의 표본을 수집하기 시작했다. 1700년대 당시에는 분류가 가장 인기 있는 단어 중 하나였고 그것을 논하는 데 가장 인기 있었던 장소는 바쓰였다. 바쓰는 18세기의 라스베가스였고 풍족했으며, 신흥도시였다. 도시는 지식인들로도 유명했다. 지식인들은 커피집이나 온천 주변에서 수다를 떨었다. 그들은 생명, 우주 등 모든 것에 관한 아이디어를 공유했다. 윌리엄 허셜은 바쓰로 연주를 하기 위해 독일에서 온 음악가였다. 허셜은 빛에 대한 이해를 극적으로 바꾸어 놓았다. 그는 바쓰의 살롱에 있는 철학자들과 섞이면서, 분류에 대해 관심을 가지게 되었다. 허셜은 바쓰의 지적 사회에서 산호를 공부하면서 큰 문제는 산호가 동물인가, 식물인가를 고민했다. 허셜은 현미경을 가지고 산호를 자세히 연구하기 시작했고, 허셜은 그 문제에 빛과 렌즈를 적용시켰다. 허셜이 본 것은 얇은 세포벽이었고 이전까지는 식물로 생각되었던 산호가, 실제로는 동물이었다. 허셜은 창의력의 거대한 도약을 가져왔다.

#### 1) 허셜의 천왕성 발견
지구에서의 빛과 렌즈를 이용한 접근이 된다면, 하늘에서도 똑같이 적용될 것이다. 허셜은 살아 있는 생물들을 분류하는 것처럼 별들을 분류했다. 허셜이 필요로 했던 것은 어떤 종류의 별인지, 성운인지, 은하인지 분류해낼 만큼 우주를 깊게 투과할 정도의 거대한 망원경이었다. 허셜은 첫 번째로 하늘의 자연학자가 되었다. 하지만 거대한 망원경을 세우는 데에는 문제가 있었다. 갈릴레오의 작은 망원경 이후로 사람들은 점점 더 긴 망원경을 만들었지만, 렌즈의 초점이 완벽하게 맞지 않아 상이 맺히지 않았고 망원경은 관리가 힘들었다.

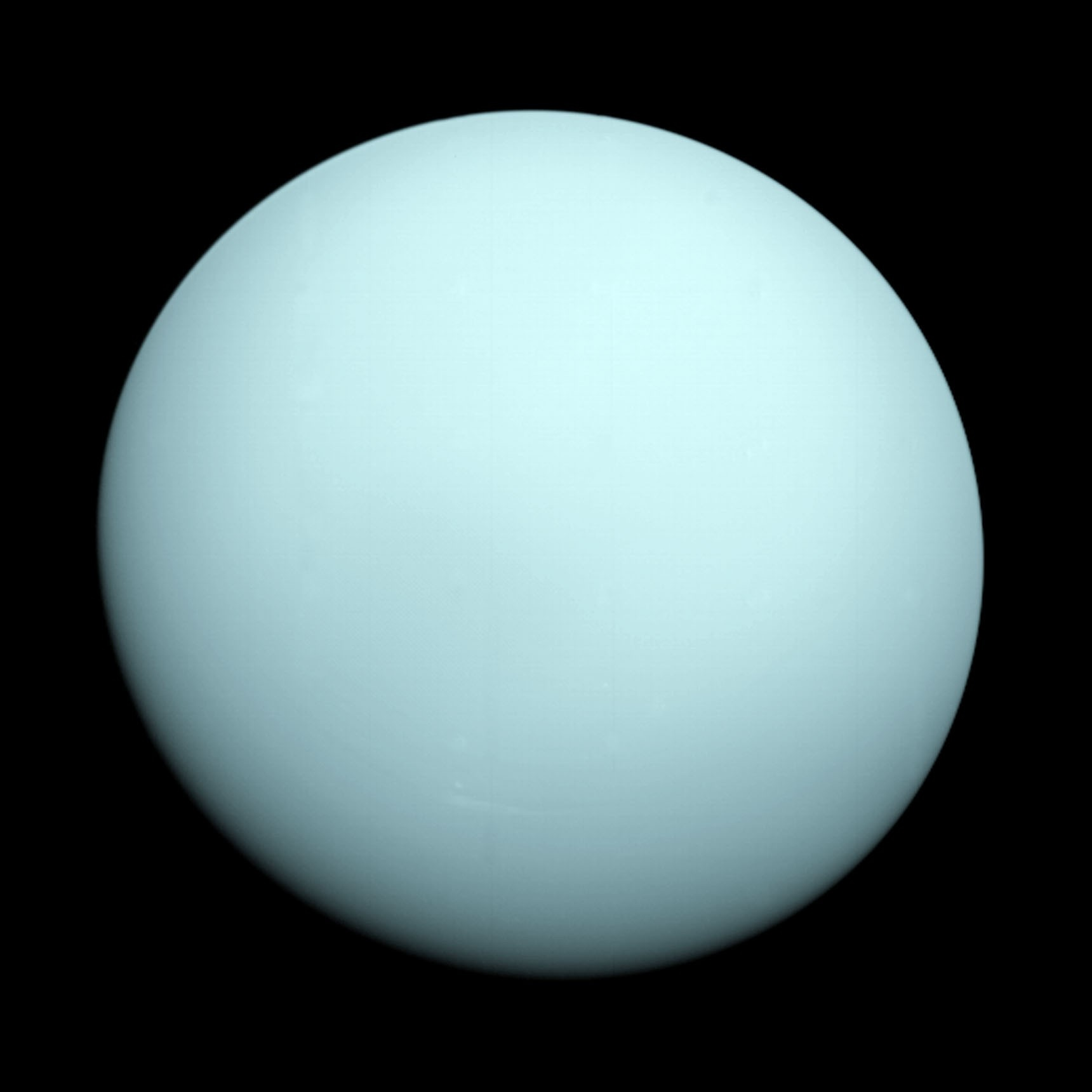
보이저 2호가 찍은 천왕성

허셜은 아이작 뉴턴의 아이디어를 적용시킬 수 있다고 생각했고, 렌즈들을 거울로 교체했다. 곡면 거울은 렌즈처럼 확대를 하는데다가 다른 비슷한 렌즈들에 비해 더 많은 별빛을 붙잡았다. 문제는, 아무도 이전까지 그렇게 큰 거울을 만들어 본 적이 없어서 빛을 모으기 위해 매우 정교하게 곡선을 만들어야 한다는 것이었다. 그래서 허셜은 그 일을 독자적으로 했는데 허셜은 부엌을 거울을 만드는 공장으로 바꾸었으며 하루에 16시간을 거울이 빛을 초점을 맞추기 위해 똑바른 곡면을 가지라고 광을 내는데 사용했다. 허셜은 이 일에 몰두했고 세계 최고의 거울 만드는 사람이 되었다. 허셜은 거울을 완벽하게 만들어서 그의 망원경 안에 넣었고, 허셜은 사람들에게 거울의 상을 보여 주기 위해 정교한 장치를 고안했다. 망원경으로 들어오는 빛은 거대한 곡면거울에 반사되어 각도를 이루고 있는 작은 거울로 가게 된다. 두 번째 거울을 보면 아무런 방해 없이 밝게 빛나는 상을 볼 수 있다. 얼마 후 이 새로운 망원경으로 허셜은 놀라운 발견을 했다. 1782년 3월 13일, 그가 본 것을 처음에는 혜성이라고 생각했었지만 곧, 그것이 처음으로 발견되어 역사에 기록된 새로운 행성임을 알았다. 왕 조지 3세의 후원을 받으려고, 허셜과 그의 친구들은 그 이름을 '조지의 별' 이라고 지었지만 다른 사람들은 그렇게 부르지 않았으며, 결국 그 행성은 지금 천왕성이라고 알려져 있다. 그것은 허셜의 천문학에 있어서 엄청난 업적이었다. 이 행성을 찾음으로써, 허셜은 알려져 있던 우주의 크기를 두 배로 늘렸다. 조지왕은 생명보험과 Slough에 있는 집으로 보상했고 그를 역사상 가장 성공적인 아마추어 천문학자로 만들었다.

#### 2) 허셜의 우주

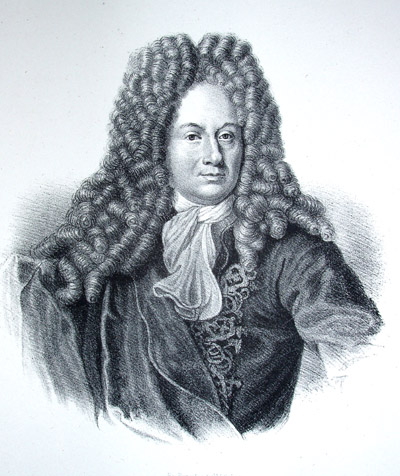
올레 크리스텐센 뢰머

빛의 속도는 그리스인들부터 논의되어 온 흥미로운 주제였다. 빛의 속도를 측정하는 방법의 해답은 태양계의 운동 속에 있는데, 그중에서도 특히 목성주위의 위성(갈릴레오가 망원경으로 발견한 위성)의 움직임에 있었다. 1676년에 젊은 덴마크 천문학자 올레 뢰머가 지구에서 목성의 위성을 관찰했다. 왜냐하면 뢰머는 위성들이 행성 주위를 도는데 걸리는 시간을 재고 싶었기 때문이다. 그리고 뢰머는 아주 놀라운 것을 찾아냈다. 뢰머가 측정한 시간은 지구와 목성 사이의 거리에 따라 달라졌다. 지구가 그 궤도에서 목성과 더 가까워지면, 목성주변의 위성들이 더 빨리 돌았고 멀어지면, 위성이 목성 주위를 더 천천히 돌았다. 그리고 뢰머는 그 차이를 빛이 목성에서부터 지구로 오는데 걸리는 시간 때문이라고 설명했다. 빛은 거리를 가는데 시간이 걸리고 뢰머는 그 속도를 측정할 수 있었다. 뢰머는 빛의 속도를 계산했고 빛의 실제속도인 300,000km/s에 아주 가까운 수치를 얻었다. 빛이 거리를 가는데 시간이 걸린다는 것과 광속의 정확한 측정은 놀라운 발견이었다. 윌리엄 허셜은 정확한 빛의 속도가 그와 그의 연구에 어떤 의미가 있는지 깨달았다. 허셜은 계산을 하고 나서 은하수로부터 빛이 그의 반사장치에 도달하기까지 수백만 년이 걸린다는 걸 깨달았다. 그래서 허셜의 망원경은 타임머신 같은 것이었다. 허셜의 발견은 엄청나게 충격적이었으며 허셜을 유럽에서 가장 유명한 천문학자로 만들었다. 허셜의 망원경을 통해 수많은 별들을 보고, 여러 번에 걸쳐서 우주를 확장시키면서 은하수 전체를 기록했다. 전통적으로, 태양계가 세계의 한계라고 생각되어 왔지만 허셜에게 태양계는 단지 은하수 안의 수많은 '계' 중 하나였다. 우주의 크기는 엄청나게 확장되어갔고 허셜은 엄청난 크기의 우주를 통해서 그가 보는 것이 옛날의 우주이라는 것을 깨달았다.
이 두 가지 발견들, 우주의 거대한 크기와 나이를 통해서 허셜은 큰 아이디어를 생각했다. 그는 개나 나무처럼, 별 또한 태어나고 자라거나 죽을 것이라고 믿었다. 허셜은 우주는 거대하고 한계가 없다고 믿을 뿐만 아니라 많은 면에서 생명이라는 것을 믿었다. 그가 만든 망원경으로 우주를 보는 것은 엄청나게 오래된 식물들의 전체 주기를 뒤돌아보는 식물학자나 박물학자와 비슷했다. 즉, 그는 우주의 과거를 그의 망원경으로 들여다봄으로써 다양한 단계의 발달에서의 우주와 그 내용물을 볼 수 있었다. 우주를 차지하고 있는 것들인 별, 성운, 그리고 행성들은 동물들처럼 생활사를 가지고 있었다. 그리고 중요한 점으로, 허셜은 별들에게 있어서 생활사는 그들의 빛이라고 생각했다. 허셜은 더 멀리 생각해 별들이 빛으로부터 탄생한다고 결정했다. 여러 방면으로, 허셜의 아이디어는 많은 동료들에게 충격적으로 보였다. 허셜의 아이디어가 뜻하는 바는 지구는 이제 이 우주에서 완전히 사소한 물체이고 태양계는 그저 은하수의 서쪽 나선팔의 작은 별 중 하나라는 뜻이었다. 그리고 은하수 안에, 우주 안에는 어마어마한 수의 별을 가진 성운이 셀 수 없을 정도로 있다. 윌리엄 허셜은 우주를 아주 크고, 아주 오래되었으며, 끊임없이 진화하고 있는 존재라고 했다.
허셜의 아이디어는 위험하고도 위협적이었다. 그 이유는 인간의 특수성을 약화시켰기 때문이다. 허셜의 아이디어는 우주를 더 크고 오래된 것으로 만들었지만 인간이 살아가기에는 더없이 위협적인 곳으로 만들기도 했다.

### 4. 진화론에 대한 분쟁

#### 1) 진화론의 등장과 반박
허셜이 말한 것은 빛의 구름으로부터 별들이, 항성이, 그리고 우리의 태양이, 우리의 행성이 발달했다는 것이다. 이 점진적으로 변화가 거듭된다는 생각은 젊은 자연학자였던 찰스 다윈이 위험한 과학적 아이디어인 진화론을 제시하도록 직접적으로 영감을 주었다. 19세기 초에는, 진화론이 있을 수 있는 일이 되어버렸다. 창조 없이, 기적 없이, 사실상 신 없이도 어떻게 엄청난 다양성의 생명체들이 이 행성에 나타났는지에 대해 말할 수 있는 자연법칙이 있다고 상상하는 것이 가능해졌다. 그리고 1859년, 찰스 다윈은 “자연 선택에 의한 종의 기원”을 출판했다. 이것은 창조론을 대체할 더 자연적이며 법칙적인 시도였다. 그 아이디어에 매료된 사람들이 있었지만, 대부분의 사람들은 이 책이 터무니없다고 평가했다. 빅토리아 시대의 물리학자와 기술자들은 다윈의 반창조론적 이론의 편에 서지 않았다. 그리고 그들은 다윈이 틀렸다는 것을 증명할 좋은 방법이 있었다. 다윈의 진화론을 증명하려면 수억 년의 시간이 필요했고, 영국에서 가장 영향력이 컸던 물리학자 켈빈 경(윌리엄 톰슨)은 다윈에게 충분한 시간을 주지 않았다. 켈빈은 물리학이 창조론을 증명했으며 그의 근거는 에너지와 빛의 놀라운 원천인 태양에 근거한다고 주장했다. 과학자들은 생물에 필요한 모든 물질 중에서도, 빛이 가장 중요한 것임을 깨달았다. 태양빛은 식물이 자라는데 연료가 되고, 그것이 다른 동물의 먹이를 생산함으로써 모든 생명의 동력이 된다. 켈빈 경이 주장한 것처럼 태양이 중력 아래 오래 응축된 품질 좋은 석탄 같은 연료로 만들어졌으면, 태양은 수천만년 밖에 연료를 태울 수 없다. 이 시간은 진화가 일어나기에 충분하지 않았다. 태양빛은 창조론자들의 편에 섰고 다윈은 켈빈의 주장에 아무런 대답을 하지 못했다. 이때는 진화론이 그저 '아이디어' 로만 남게 되는 것처럼 보였다.

#### 2) 진화론의 확립
1904년, 젊은 뉴질랜드의 물리학자 러더퍼드는 영국의 왕립과학연구소에 방사능의 발견을 발표했다. 러더퍼드는 방사능이란 태양이 수십억년 동안 계속 탈 수 있는 새로운 형태의 에너지라고 발표했다. 이는 다윈이 진화론을 설명하는데 필요로 했던 것보다 충분히 많은 시간이었고, 물리학자들은 진화학자들에게 응당한 벌을 받았다. 20세기 중간부터, 핵물리학은 별이 어떻게 그들의 중심부에서 핵융합이 일어나서 우리에게 별빛이라 보이는 엄청난 양의 에너지를 생산하는지 설명할 수 있었다. 진화론적 규모의 시간의 답은 별빛의 핵물리학이었다. 빛은 진화론을 이기게 해주었다. 진화론은 그저 생명의 발생과 역사로써 가능할 수도 있는 이야기에서 유력하고, 권위 있는 이론이 되었다.

진화론과 관련된 과학자들
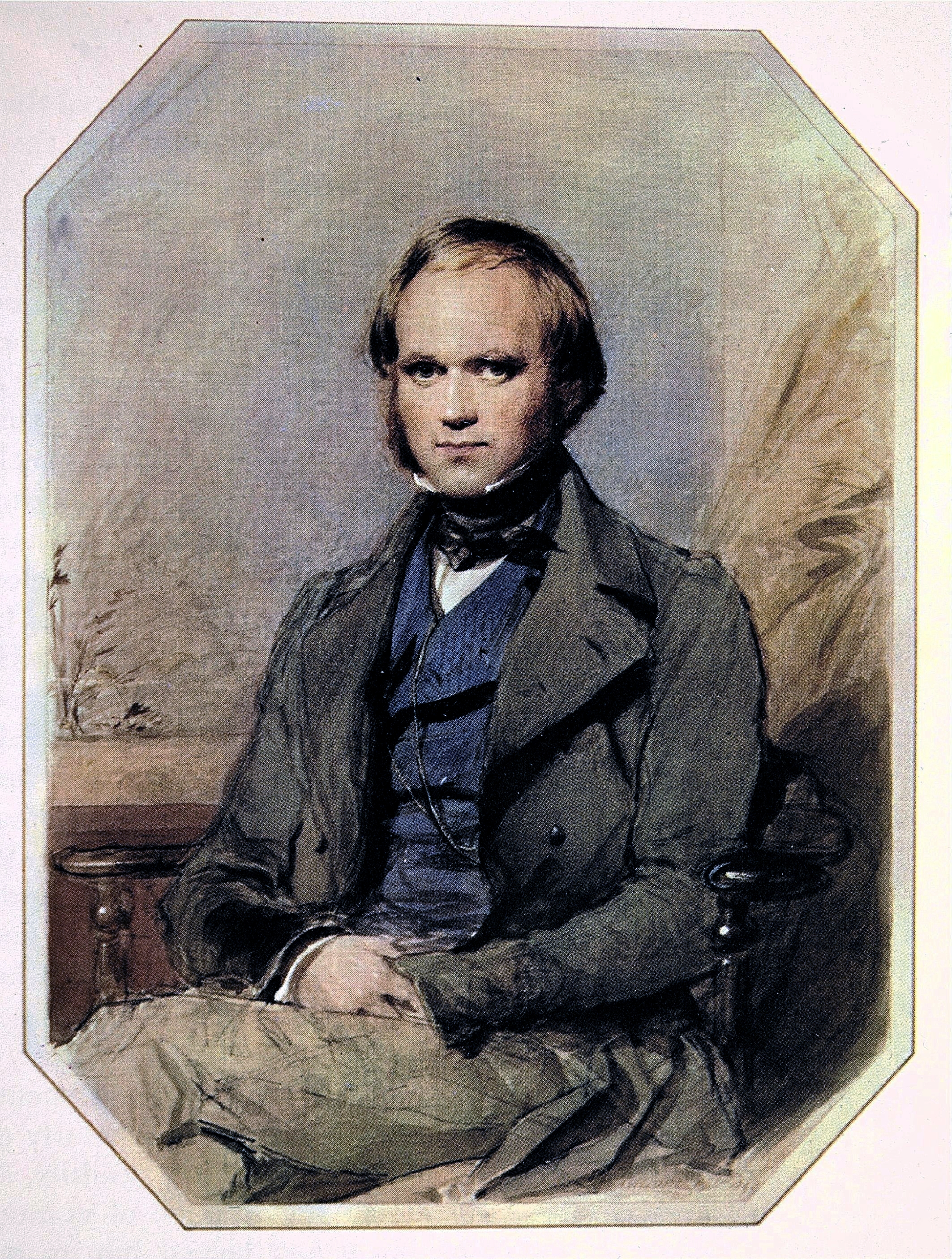
찰스 다윈의 초상화
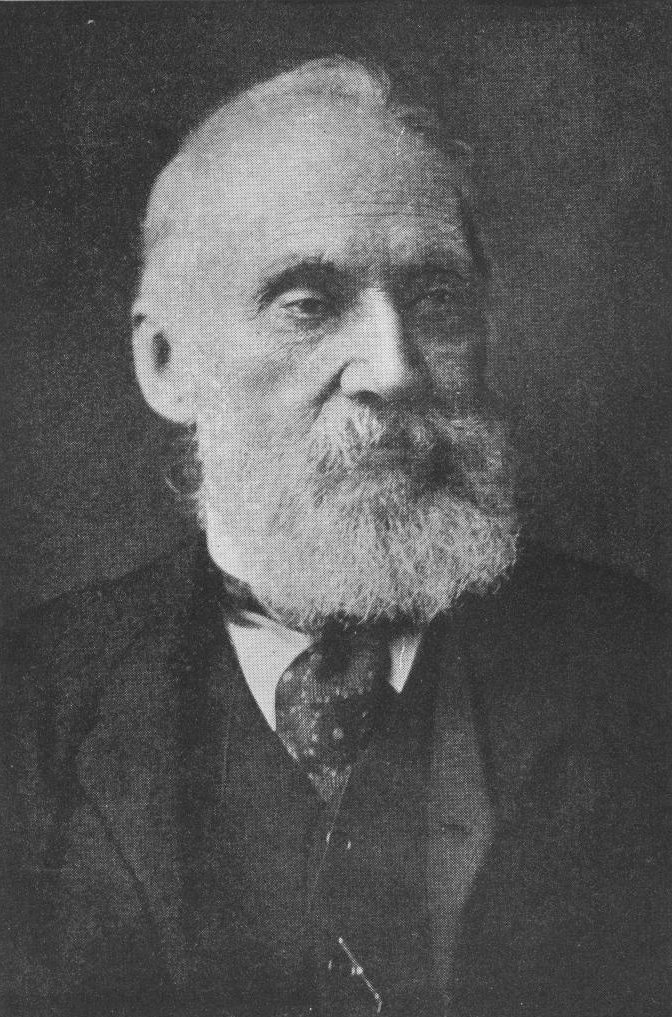
“켈빈 남작” 윌리엄 톰슨

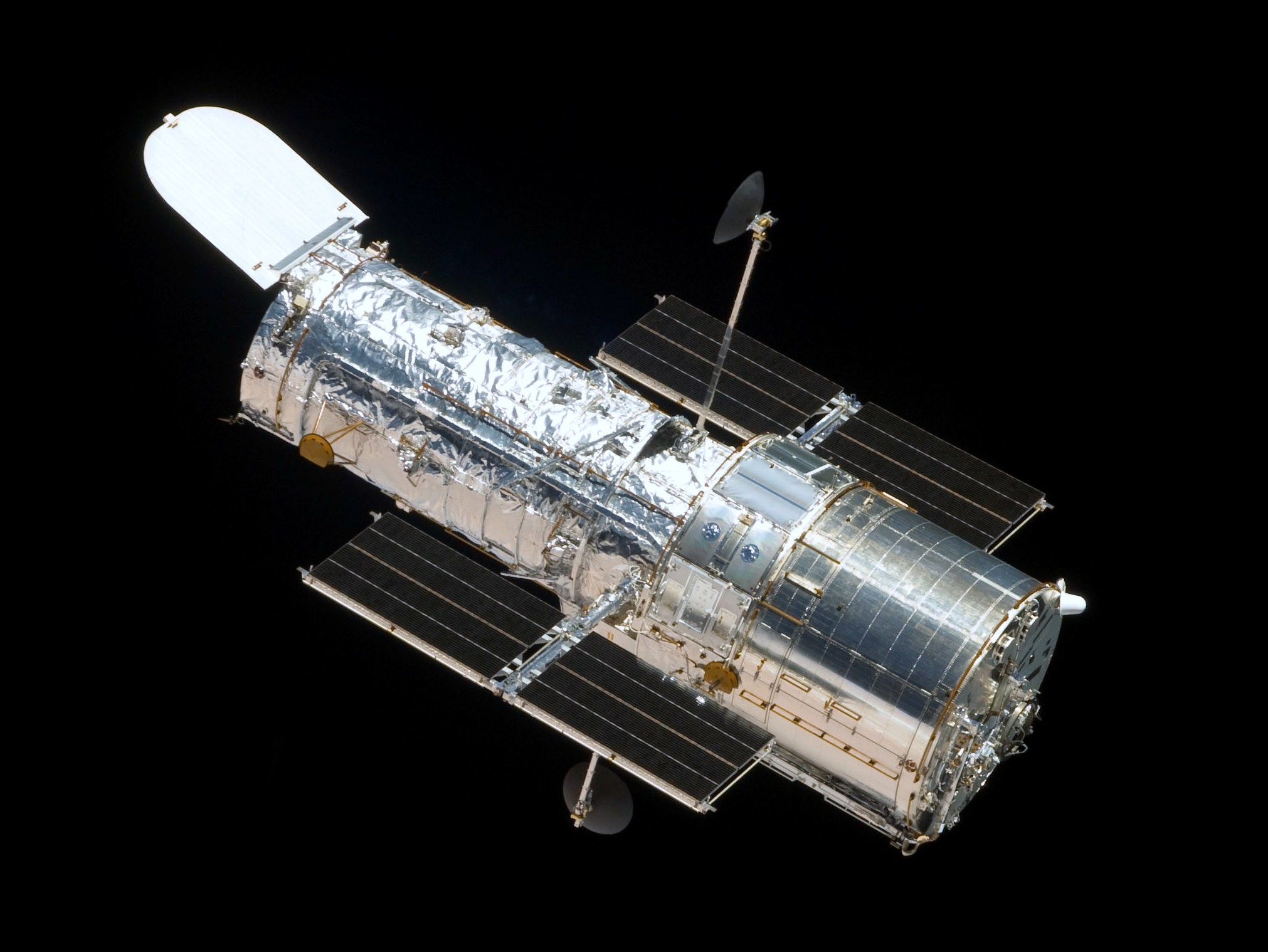
애틀랜티스 우주왕복선 STS-125에서 촬영한 허블 우주 망원경. (2009년 5월 19)

### 5. 결론
빛은 신과 기적이 필요하지 않은 세상의 역사에 대한 증거를 제공해 주었다. 이제, 빛은 우주의 기원인 수십억 년 전까지 거슬러 올라갈 수 있다. 허블 우주 망원경은 우리가 가지고
있는 가장 강력한 망원경이다. 그 안에는 허셜의 직경 2.4m의 거대한 거울이 들어있다. 과학자들은 정말로 믿기 힘든 것을 밝혀내기 위해 망원경을 사용한다. 바로 하늘에서 가장 오래된, 빅뱅 직후에 태어난 130억 년 전의 별을 허블 우주망원경을 사용하여 볼 수 있다.
결과적으로, 우리는 시간을 되돌아 볼 수 있고 우주의 기원을 볼 수 있다. 과학자들은 빛을 세상이 시작할 때의 과학적 이야기를 밝히는 도구로 사용했다. 과거에는 우리는 우주를 이해할 수 없고, 기적적인, 신의 행동의 결과라고 생각하곤 했다. 하지만 인간의 독창적인 도구를 이용한 빛의 조작으로 인해, 우리는 완전히 우리의 세계에 대한 모델을 바꾸었다. 갈릴레오의 망원경, 로버트 훅의 현미경, 윌리엄 허셜의 거울은 빛을 이용해서 우주를 설명될 수 있고, 이해할 수 있는 공간으로 만들었다.

## 3부, 지상의 빛(The Stuff of Light)
이 편에서는 우리가 어떻게 빛의 정체를 알게 됐는지, 그 과정에서 어떻게 현대 세계를 창조했는지에 관한 이야기이다. 150년 전, 하늘에 국한되어 있던 빛을 우리가 인공적으로 제어할 수 있게 되었다. 여기서는 인간이 빛에 대한 사실들을 깨닫고 그 과정에서 나타난 새로운 법칙들, 즉 빛의 비밀에 관해 서술하고 있다. 이런 과정을 인물 중심으로 기술하고 있다. 등장하는 과학자는 제임스 클러크 맥스웰, 조셉 스완, 토마스 엘바 에디슨, 빌헬름 뢴트겐, 조셉 존 톰슨, 막스 플랑크 등이 있다.

### 1. 제임스 클러크 맥스웰
그는 프리즘에 굴절된 빛을 구경하게 된다. 프리즘은 아이슬란드에서 발견된 특수한 크리스탈로 만들어진 것으로 당시 과학자들에게 놀라움을 선사했다. 투명한 크리스탈과 같지만 두 개의 크리스탈을 겹치면 빛은 하나도 통과하지 못하기 때문이다. 그는 프리즘과 빛이 만날 때 생기는 현상에 의문을 품고 이를 계기로 빛의 성질을 발견한다.

#### 1) 맥스웰의 편광렌즈

맥스웰

당시에 영국은 모든 세계의 중심지였다. 영국의 상인, 무역상, 기술자들은 세계로 퍼져나갔다. 과학기술의 발달로 열과 압력이 어떻게 작용하는지, 소리가 어떻게 나는지 등은 알고 있었다. 물론 그들은 빛 역시 하나의 구성요소로 보고 건물을 지을 때 빛을 고려하여 설계했다. 하지만 이것은 단지 빛을 끌어 담기 위해 창문을 설계하는 것에 지나지 않았다. 그들은 빛을 제어하는 방법을 몰랐다. 맥스웰은 빛의 목표가 무엇인지 밝히고 싶었다. 맥스웰은 아이슬란드 크리스탈의 독특한 성질을 연구하기 위해서 편광렌즈라는 광학도구를 만들었다. 빛이 첫 번째 거울에 들어간 다음 튜브를 통해 지나가고 반대편에 있는 두 번째 거울을 통해 보이게 된다. 맥스웰은 여기서 우리가 맨눈으로 볼 수 없는 것에 초점을 맞췄다. 그는 유리조각을 뜨겁게 가열한 다음 찬물에 담가서 고정시켰다. 거울을 통해서 유리를 볼 때 그는 고정 변형력선이라고 하는 맨 눈으로는 볼 수 없었던 것을 볼 수 있었다. 그는 이 편광렌즈를 통해 한 가지 사실을 발견해냈다.
어떻게 물리적 힘은 눈에 보이지 않고 만질 수 없는 빛 같은 것에 작용한다는 사실을 몰랐을까? 맥스웰은 그리고 빛과 물질에 존재하는 힘이 작용하여 빛의 이동 경로를 바꾸고 색이 달라져 보이는 사실에 의문을 가졌다. 맥스웰이 빛에 영향을 미치는 장력을 발견하기 얼마 전 한 가지 의심쩍은 현상이 발견된다. 프리즘 사이에 두꺼운 유리를 놓고 빛을 통과시킨 후 강력한 자기장을 걸어준다. 이 때 자기장을 거는 순간 빛의 색이 변하게 된다. 자석이 빛에 영향을 미치는 것이다. 또한 빛이 물체를 뜨겁게 해준다는 것은 알려져 있었다. 하지만 빛과 연관된 어떤 복사선에 의해 어둠 속에서도 물체를 뜨겁게 만들 수 있다는 것이다. 만약 빛이 무엇인지 밝혀내게 되면 화학, 역학, 전기학, 자기학을 하나로 엮을 수 있었다.

당시에는 하나로 묶인 이론을 통해 만물을 이해하는 하나의 이론을 만들 수 있다고 생각하여 이것을 밝히기 위해 열심이었다. 맥스웰은 특히 모든 사물을 법칙으로 이해하려는 경향이 강했다. 그가 케임브릿지에 가서도 왜 고양이는 항상 발로 착지하는 가를 수학적인 법칙으로 설명하려 했다. 만약 법칙이 있다면 세상 만물에 적용시킬 수 있지 않을까? 등과 같은 분석적이고 융합적인 생각이 가득했다. 그가 케임브릿지로 갔을 때 열역학, 증기 엔진, 전기학, 자기학 등과 같은 공학들이 있었다. 하지만 예민한 케임브릿지에서는 금지되었을 뿐이다. 그는 케임브릿지에 갔을 때 프리즘, 편광기 등의 광학기구들을 가지고 케임브릿지 학장과 같은 사람들에게 공학이야 말로 수학과 이론학의 중심이 되어야 한다고 설득하려 했다. 이렇게 두 가지 전통의 충돌을 통해 맥스웰이 빛을 이해하는 계기가 만들어진다.

#### 2) 맥스웰 방정식
당시에 또 다른 난제였던 전기와 자기의 관계, 마이클 패러데이가 코일 부근에서 자석으로 파장을 일으키면 전류가 발생한다는 것을 실험적으로 증명하였다. 이 현상에 대해 맥스웰은 수학을 이용하여 해답을 찾기 시작했다. 그는 새로운 방법을 고안했는데, 이는 정확하게 전기와 자기의 관계를 규명했다. 그가 발견한 4개의 방정식이 맥스웰 방정식이다. 또한 이것은 빛에 관한 진실을 담고 있었다. 이것은 전기와 자기의 현상에 대해 기술하면서 시작한다는 것이다. 빛과 자기에 관한 현상을 4개의 방정식으로 풀어낸다면 맥스웰이 전기와 자기 사이에 무언가 관계가 있다고 하는 것처럼 특별한 상호작용을 발견할 수 있다. 이 뿐 아니라 맥스웰의 방정식에 나와있는 전자기파의 이동속도를 나타내주고 있는 숫자를 보면 전자기파가 이동할 때의 속도가 빛의 이동속도와 정확하게 맞아 떨어진다. 여기서 맥스웰은 빛과 전기과 자기는 같은 종류의 것이라는 결론을 이끌어 냈다. 빛은 전자기파인 것이다. 이것은 만물의 원리와 법칙을 설명할 수 있는 위대한 발견이다.
맥스웰을 사람들은 이렇게 일컫는다. 그가 항상 옳았지만 그 이유를 알 수 없다고. 그는 절대 실수하지 않지만 어떻게 원리에 접근하는 아이디어를 얻는지는 알 수가 없다는 것이다. 빛의 전자기파라면 스펙트럼의 다양한 색채도 각기 다른 주파수로 진동하는 파동이라고 볼 수 있다고 생각했다. 붉은 색은 느리게 진동하고 점차 진동속도가 증가하면서 보라색은 가장 빠르게 진동한다고 말이다. 우리가 볼 수 있던 가시광선 밖에는 비가시 광선이라고 하는 빛들이 존재하며 진동속도가 더 빨라진 자외선, 빨강보다도 느리게 진동하는 적외선 등이 있다. 맥스웰은 이것을 열의 근원이라고 생각했다. 그는 스펙트럼의 개념을 확장시켰고 열의 근원도 밝혀냈다. 그는 생각들을 요약하고 관계들을 하나로 묶어서 우주의 근본과 원리를 밝혔다. 시간이 흐르면서 이 방정식들은 엄청난 영향을 미치게 된다.

### 2. 조셉 스완
맥스웰 방정식은 전자기학의 새로운 가능성을 열어주었다. 인간이 자석을 이용하여 지속적이고 안정적인 전기 공급원을 확보한 것이다. 전기공급이 안정되자 전기조명도 실용화되었다. 이 때 화학에 종사하는 많은 사람들이 돈을 벌기 위해 실용적인 상품을 개발했는데, 그 중 하나가 제조업에 종사하는 화학자 조셉 스완이다.

#### 1) 스완과 전기등

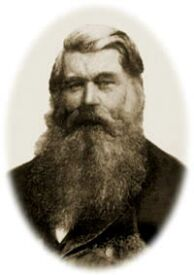
스완

당시에 전기로부터 빛을 만드는 실험이 진행 중에 있었다. 전기로 만드는 불은 예술 공학으로도 불렸다. 그러나 그 이름과 같이 사용하던 전기 등의 형태인 아크등은 다루기가 쉽지 않았고 효과도 미미했다. 그는 전기 스파크를 이용하여 빛을 만드는 방법의 문제는 밝게 빛나는 물체가 쉽게 타버려서 없어진다는 것이라고 생각했다. 연소상태가 일어나지 않도록 진공에서 불을 밝힌다면 이런 문제를 해결할 수 있을 것이라고 생각했다. 이것이 전기등의 발전에 결정적인 역할을 하게 된다. 마침 안정적인 발전기가 발명되어 전원을 공급할 수 있었고 진공 펌프가 개발되어 공기를 충분히 제거할 수 있었으므로 전구의 탄생은 시간문제였다. 하지만 필라멘트를 만드는 것이 문제였다. 스완은 탄소에 열을 가하면 밝게 빛난다는 것을 알고 있었다. 그는 종이를 포함해서 수많은 물질들로 탄화실험을 시행했다. 결국 찾아낸 필라멘트의 소재가 면이었다. 그는 숯을 가득 채운 용기에 면을 넣고 용기를 일부분만 봉한 다음 오븐에 넣고 구웠다. 이 탄화 면 필라멘트를 이용하여 처음으로 실용적인 필라멘트가 발명되었다. 그가 새로운 전구를 만든 것이다. 그의 친구 중 부유한 사업가인 윌리엄 암스트롱은 그의 발명품이 부유층 고객의 관심을 끌 수 있다고 생각했다. 그의 고객들은 그의 보트를 타고 뉴캐슬로 초대되어 전기가 들어온 크랙사이드 성에 초청되었다. 새로운 발명품인 백열 전구로 환하게 밝혀진 그 곳은 신문에도 마법의 성이라고 소개될 정도였다. 하지만 이 발명품에는 큰 문제가 있다. 전력의 문제였다. 성 근처에 강이 있어서 수력 발전 설비를 갖추어 전기를 공급받아 사용했다. 하지만 암스트롱처럼 개인 발전시설이 없다면 스완의 발명품은 아무런 의미가 없었다. 그에게 필요한 것은 대중적인 전력 공급원이다.

### 3. 토마스 엘바 에디슨
스완은 집 한 채를 밝혔지만 미국 뉴저지에는 온 세상을 밝히고 싶어하는 젊은이가 있었다. 에디슨은 갓 백열 전구를 발명했지만 그는 금세 스완을 능가하게 된다. 그는 기술자이자 사업가이며 실업자였다. 1878년 그는 세계 최초의 공중 전기 공급을 건물에 적용시킨다. 그는 미터, 퓨즈, 스위치 그리고 절연체로 둘러싸인 케이블을 발명했다. 전기 불빛을 사용할 수 있게 하는 것은 기존 경제도 바꾸어야 했다. 그의 혁명은 막 시작된 것이다. 에디슨 시스템의 가장 큰 문제는 주로 밤에만 사용하는 전력에 맞춰 하루 24시간 중에서 매우 특정한 시간대에만 전기를 사용해야 한다는 것이었다. 전기의 저장은 쉽자 않으며 특정 시간대에만 사용한다는 것은 비효율적이었다. 에디슨은 여기서 사업가의 기질을 발휘했다. 그는 생활 스타일도 판매했는데, 말주변을 통해 전기 제품을 파는 캠페인을 했던 것이다. 이런 그의 마케팅은 소비자들에게 전구를 사게 만드는 효과적인 마케팅이었다. 그는 꿈, 여가 등과 같이 시선을 끌만한 것들을 판다고 했다. 사람들은 전구가 필요해서 산다기 보다는 자신들의 꿈과 미래를 밝혀줄 수 있을 것 같은 희망에 전구를 구매했다. 이러한 마케팅이 지금까지 이어져 아직까지도 전구가 시장에서 높은 점유율을 차지하게 만들었다. 오늘날 전구는 어디에나 있다. 전기에 대한 기본적인 모든 것을 밝힌 천재 맥스웰과 그 활용도를 극대화 시킨 에디슨에 의해서 자연을 좀 더 효과적으로 제어할 수 있는 시대가 도래한 것이다.

### 4. 빌헬름 뢴트겐

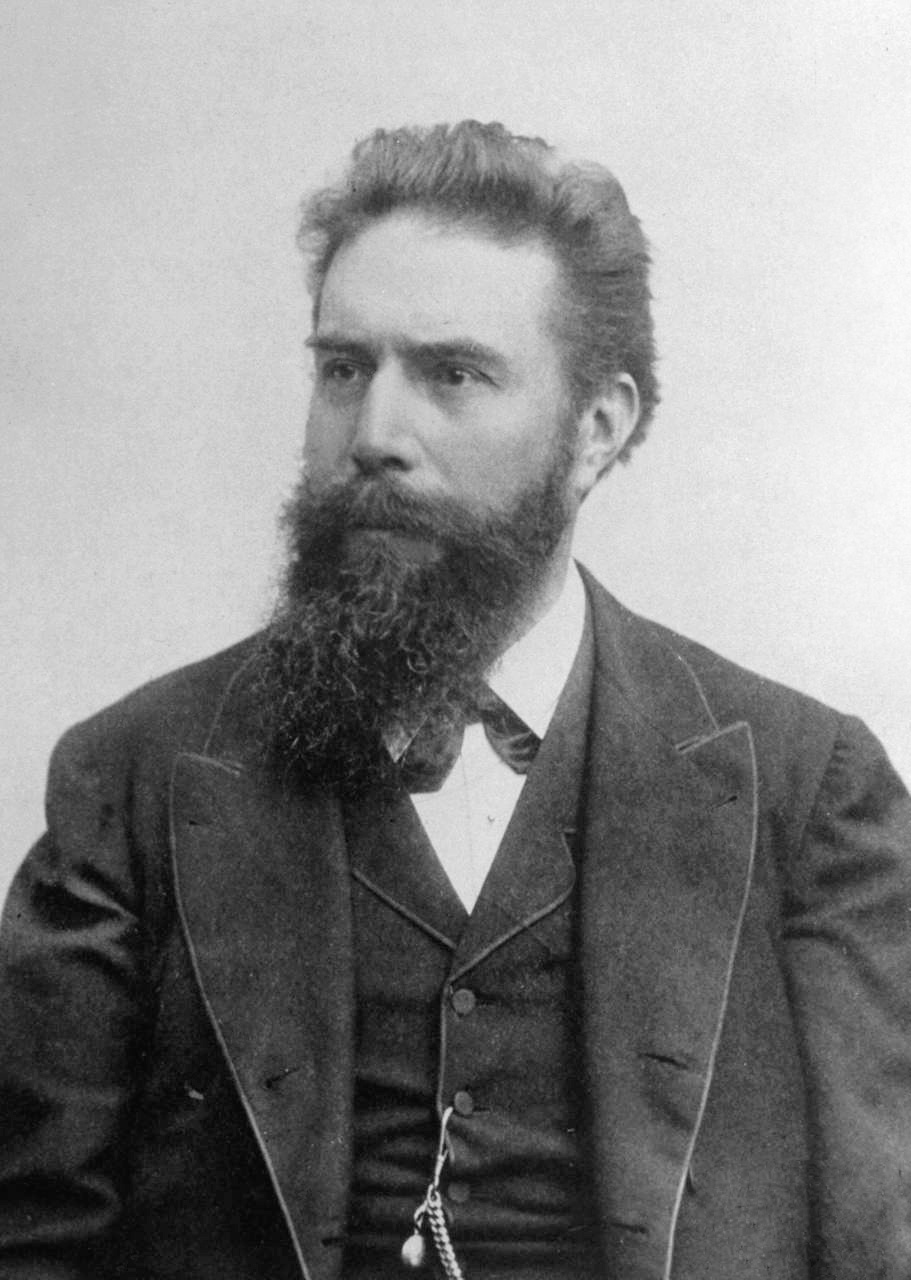
빌헬름 뢴트겐

두 천재의 결과물인 현대 사회는 우리가 원해서 생긴 것일까 혹은 항상 켜져 있으면서 돈을 만들어내는 기계에 지배를 받아서 만들어진 것일까? 우리가 정말로 매일 아침 불이 켜지고 매일 밤 불이 꺼지는 세상에서 살고 싶어서 살고 있는 것일까? 아니면 그저 이익과 기술들의 수요를 위해서 기계와 세상이 가는 대로 흘러가는 것일까? 당시 과학자들은 이런 질문에 대답하기 보다는 새로운 분야로의 확장을 꿈꿨다. 더 불확실하고 예측 안되며 위험한 세상이 곧 나타나려고 했다. 1890년 중반 볼프스부르크에서 빛에 대한 새로운 실험을 한 과학자가 있다. 그는 전구라는 새로운 장비에 대해 관심을 가지고 특별한 장비를 사용하게 된다. 바로 진공관이다.

#### 1) 뢴트겐의 진공관
진공관은 기다란 유리튜브에 공기를 빼서 진공상태로 만든다. 물론 이 진공관은 전구를 만드는 기술이 없었다면 만들 수 없었다. 뢴트겐은 이 진공관으로 전류를 흘려 주었을 때 진공관 속에서 밝게 빛나기 시작하는 현상을 관찰했다. 분명 튜브는 비어있지만 무언가 빛나고 있었다. 후에 이것은 음극선이라고 알려진다. 뢴트겐이 음극선을 가지고 한 실험 중 그가 전압을 올린 다음에 그것으로 손의 사진을 찍은 것이 있다. 이 때 피부를 통과해서 뼈의 모습이 나타났다. 이것이 바로 엑스선이다.
이것은 새로운 센세이션을 일으켰다. 투과하여 볼 수 있었기 때문이다. 이것에 대해 당시 많은 설 중 하나가 이것이 눈에서 나오는 광선이라는 것이었다. 미디어에서도 이 오묘한 빛을 통해서 자연을 보게 되면 자연 세계를 넘어선 초자연 세계를 확인하는 것 같다고 하면서 큰 센세이션을 일으켰다. 뢴트겐과 관련된 음극선, 엑스선 등 이러한 종류의 독특한 빛들은 영혼 현상이나 눈으로 볼 수 없었던 것들에 관심을 갖게 했다. 영혼이 있다고 생각하는 사람들은 죽은 사람들과 얘기하기 위해서는 보이지 못하게 하는 장벽을 넘어 빛을 이용하여 그들을 보게 하면 된다고 믿었다. 얼마 후 과학자들은 모든 이론을 종합하여 엑스선이 초자연 현상을 보는데 아무런 상관이 없음을 말했다. 엑스선은 전자기 스펙트럼의 그저 한 부분일 뿐이었다. 맥스웰이 확장시킨 스펙트럼의 자외선 위로 엑스선이라는 영역이 존재하는 것이다.

### 5. 조셉 존 톰슨
진공튜브에서 빛나는 빛은 과학자들에게 새로운 무언가가 있다는 확신을 주었다. 죽은 자들과 연결 시켜주지는 못하지만 나름대로 그 나름대로 획기적인 발견이었다. 이번엔 케임브릿지에서 진공관의 이상한 특성에 대한 연구가 진행되었다. 당시 맥스웰의 연구소는 톰슨이 운영하고 있었다. 그는 빛의 독특한 모양을 연구하기 위해서 자신이 직접 음극선 튜브를 설계했다. 그는 음극선이 전기와 자기의 영향을 받는다고 생각하고 설계했다. 그는 실용적이지 않고 이론 중심적이었지만 그의 튜브를 통한 실험은 저명한 것이 되었다. 그가 한 것처럼 음극선은 틀면 반대쪽으로 빛이 도달하게 된다. 여기에 전자석을 두면 도달하는 점의 위치가 변하게 된다. 자석이 음극선의 경로를 바꾼 것이다. 톰슨은 정밀하게 하기 위해 이 실험을 몇 번이고 반복했다. 결국 휘어지는 정도까지 측정하였다. 이 현상을 통해 그는 튜브 안에 있는 것은 확실히 파동이 아니라 입자의 흐름이어야만 한다는 것을 알게 되었다. 톰슨은 맥스웰 방정식에 결과를 넣고 분석했는데, 그는 위로 향하는 음극선 입자가 원자보다도 훨씬 작다는 것을 알았다. 당시 아무도 원자보다 작은 것이 있다고 생각하지 않았고 신경 쓰지도 않았었다. 게다가 몇몇 과학자들은 원자 자체의 존재를 부정했다. 몇 년 후, 톰슨은 그의 발표를 설명하기 위해 여러 기술자들을 모아놓고 강의를 하기 시작했다. 이것은 당시 혁명이라고 할 정도로 충격이었다. 원자를 나눌 수 있다는 것, 그것은 시대를 앞서나가는 생각이었다.

### 6. 막스 플랑크

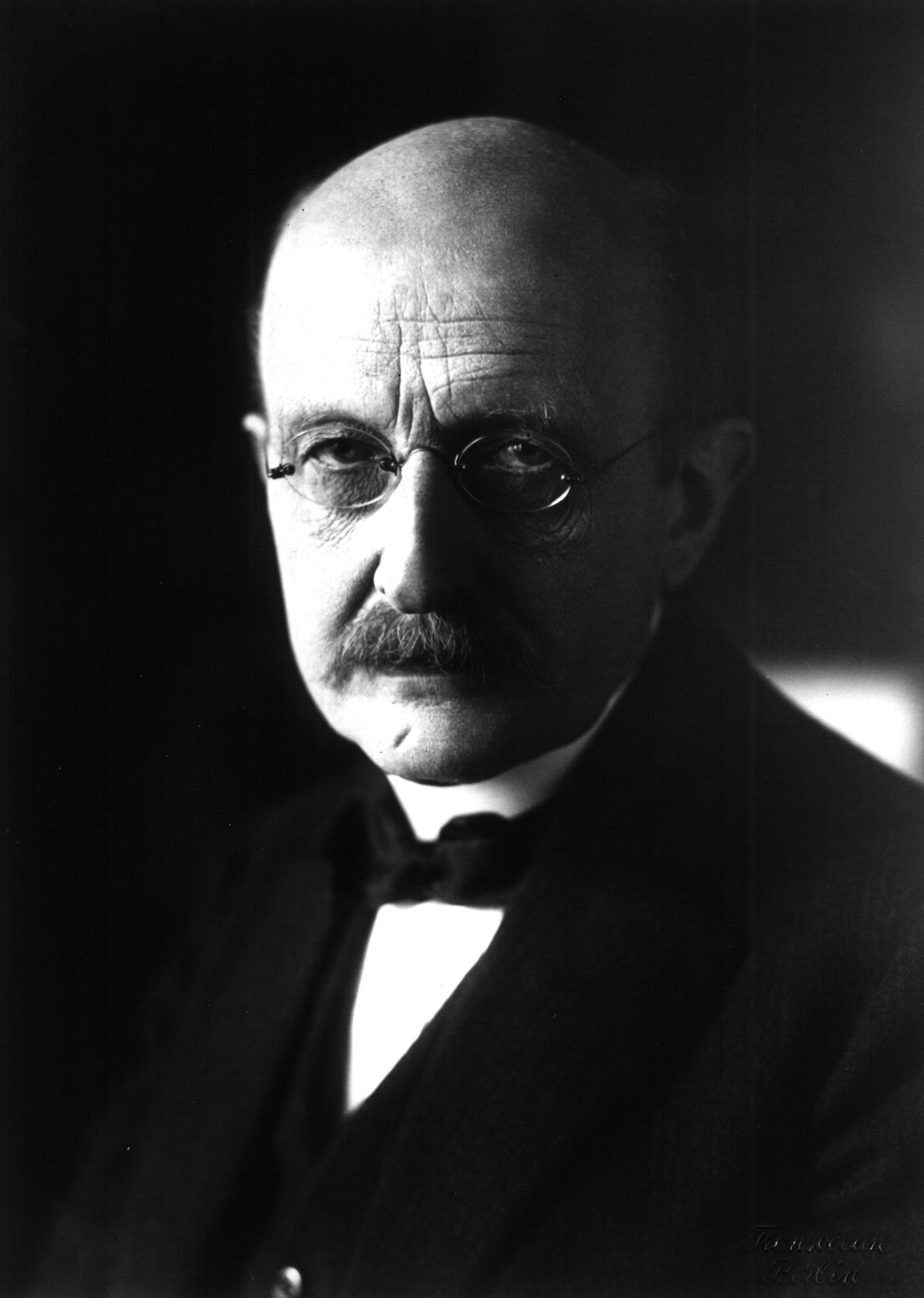
막스 플랑크

그 시대를 살펴보면, 세상의 가장 근본적인 것을 찾기 위해 광학을 따라왔으며 모든 기술적인 것들이 원자를 하나하나 해체시켰다. 과학사에서는 지금까지의 물리적인 개념을 전부 바꿔놓을 과학에 대해서 아무도 알아채는 사람이 없었는지 아이러니로 남아있다. 19세기 말 유럽과 세계의 과학자들은 물리가 해야 할 일은 끝났다고 믿었다. 모든 기본적인 문제는 풀렸다고 생각했다. 전기를 다루고 빛을 알며 자석을 조절할 수 있었다. 게다가 공학과 열역학의 문제까지 조절할 수 있었다. 이제 물리학에서 새로운 법칙을 찾아내기 보단 좀 더 자세한 관측을 하는데 신경 썼다. 그 중 하나가 전구의 생산성에 대한 연구이다. 전구의 경제적인 문제를 따질 때 매우 중요한 문제였다. 전구에 공급되는 전력과 빛의 세기는 유럽 사회의 경제에서 매우 중요한 분야였다. 전기 조명과 전력의 문제를 해결한다는 것은 전세계적으로 큰 돈을 벌어들일 수 있음을 뜻했다. 공업사회에서 생각하는 문제들은 과학에서는 매우 사소한 것 같았다. 그저 최소의 전력으로 최대의 밝기만 얻어내면 되었다. 그래서 과학자들에게 계산을 부탁했다. 과학자들은 수학적인 방법을 통해 철심의 온도를 올리기 위해 필요한 전기 에너지량과 철심에서 나오는 빛의 양의 관계를 계산하려 했다. 하지만 아무도 이 관계가 앞으로 이론적으로 엄청난 문제가 될 줄은 몰랐다. 물리학적으로나 이론적으로는 별로 중요하지 않게 보였기 때문이다. 하지만 이 문제에 대해 막스 플랑크는 조금 달랐다.

#### 1) 플랑크와 빛의 성질
플랑크는 맥스웰의 방정식을 유심히 살펴보았다. 그리고 거기에서부터 빛과 에너지의 관계를 찾아보았다. 결과는 에너지와 열을 주면 주는 대로 복사가 일어나야만 했다. 맥스웰의 방정식에서는 에너지의 준위가 연속적이라고 했다. 만약 열을 계속 준다면 끝없이 에너지는 증가해야 한다. 그리고 핵분열이 일어나게 된다. 하지만 이것은 사실이 아니다. 철심을 그냥 불 속에 넣어 내버려 두면 처음에 그것은 뜨거워지며 붉은 색으로 변하게 된다. 그리고 주파수가 커지면서 푸른색, 결국 하얀색으로 변할 것이다. 하지만 물질은 열을 얼마나 받는 핵분열을 통하여 폭파하지는 않는다. 맥스웰의 이론의 추측이 틀린 것이다. 플랑크가 이 실수를 바로잡기 위해 연구를 했다. 그는 직관적으로 새로운 개념을 내놓는데, 빛이 파동이라서 물질을 계속 뜨겁게 한다면 계속 빛을 방출하지 않을 이유가 없다고 생각했다. 그 이론을 증명하기 위해서 톰슨과 비슷한 고민을 했다. 톰슨은 음극선이 파동인지 입자인지 결정해야 했다. 플랑크는 이에 대해 톰슨과 다른 결론을 냈다. 그는 빛이 상황에 따라서 파동처럼 행동해 파동의 성질을 보여주고 가끔은 입자의 성질을 보여서 입자처럼 행동한다고 말했다. 조금 시간이 지나서 이는 한 가지 새로운 아이디어로 합쳐진다. 이 아이디어가 현대 물리학의 기초가 된다. 바로 빛이 상황에 따라서 자신의 성질을 바꾼다는 것이다. 많은 물리학자들이 기 문제를 해결하려고 했다. 그리고 빛의 분열 현상을 이해하는 것을 그들의 목표로 삼았다. 물리학의 모든 것이 이 현상을 설명하기 위해 집중되었고 과학의 창의적인 시대가 다가오게 된다. 바로 양자 물리학의 시대가 도래한 것이다. 플랑크가 빛을 통해서 새로 발견한 그의 해석은 물질의 기본을 전부 다시 생각하게 되었다. 그리고 입자세계를 다시 재주목하여 여태까지 없다고 생각되던 입자들도 다시 찾게 되었다. 톰슨의 발견을 통해서 전자가 양자와 중성자처럼 새로운 입자로 발견되었다. 급속도로 커진 관심에 원자의 새로운 모양을 제시하게 되었다. 마치 태양계처럼 중성자가 양성자가 핵과 같은 역할을 하며 전자들이 행성처럼 주변을 도는 것이다. 하지만 이 원자가 에너지를 가진다는 점이 흥미로웠다. 원자 자체가 무한한 에너지의 공급원이다. 이런 원자 물리학은 핵융합을 가능하게 했다. 엄청난 에너지의 발현이 가능해진 것이다. 이후 빛의 성질에 관한 시선이 달라졌다. 빛의 불확정성 때문에 정밀한 순서에 따라 움직이던 역학체계가 변하게 되었다. 빛은 파동과 입자의 성질을 동시에 지니고 있다. 이 개념은 우리가 생각하던 세상을 바꾸어 놓았다. 하지만 아이러니 하게도 더 많은 것들에 의문을 가지게 되었다. 모르는 것이 늘어난 것이다.

## 4부, 빛, 그 찬란한 수수께끼(Light, The Universe and Everything)
모든 인간 문명은 빛에 대해 생각하면서 서로에게 해주는 이야기, 그들의 의식, 종교, 그리고 과학을 구축한다. 과학자들은 유리를 통해 빛을 휘게해 깊은 우주와 세포의 미세한 내부구조를 관찰하였다. 빛의 진실을 이해함으로써, 모든 것에 대한 진실을 이해할 수 있을 것이라 생각했지만 이 점은 빛에 대한 이야기 중 가장 큰 역설이 된다. 사람들이 빛을 조종하는 능력이 증가할수록, 빛은 더욱더 난해하고 까다롭다는 것을 알게 되었다. 또한 빛이 우리에게 제공하는 것 중 상당수가 환영이라는 것을 알게 되었다. 1664년, 자연 철학자 아이작 뉴턴은 기존의 사고방식을 깨뜨리는 실험인 프리즘을 이용해 백색광을 분리시키는 실험을 했다. 하지만 가장 중요한 사실은, 뉴턴이 프리즘을 통해 한 것은 미래의 과학자들에게 엄청난 과제를 남겨준 것이다. 뉴턴은 백색광이 색의 혼합이라는 것을 보여주었지만, 그도 혼란스러웠다는 것을 인정했다. 색은 빛의 마지막 수수께끼였다. 색에 대한 이해가 빛에 대한 진실을 푸는 열쇠가 될 것이라는 것을 앎으로서, 모든 것이 바뀌게 되었다. 과학, 예술, 또한 우리가 사람을 이해하는 것도 바뀌었다.

### 1. 빛과 색
산업혁명은 18세기 말에 북서쪽 영국의 섬유 공장에서 일어났다. 사람들은 빛, 특히 색에 대해 생각하는 것을 새로운 방법으로 강요당했다. 영국의 시장이 인도를 비롯한 아시아 여러 국가에서 수입된 밝은 빛의 옷으로 넘쳐났기 때문에 색을 조절하는 것은 중요했다. 영국의 산업 자본가들은 외국 물품의 유입을 그들만의 작물과 상업적으로 제조된 염색약으로 승부하였다. 색들을 표준화시키고, 제작법에 대한 화학적 조절을 하며 염색이 효율적으로 이뤄지게 하는 것은 시장 성공의 열쇠였다. 새로운 염색 산업이 불러온 가장 큰 효과는 자연적인 것과 인위적인 것에 대한 사람들의 시선을 바꿨다는 점이다. 예전부터 자연물에 대응되어 이해되어 왔던 색이, (예를 들자면, 파란 하늘, 녹색 잔디, 빨간 장미) 완벽하게 인위적으로 생성될 수 있었다. 인공 염료는 많은 사람들이 염색된 옷을 사람들마다 다르게 바라본 다는 점을 밝혀냈다. 처음으로 사람들은 우리가 색을 보는 관점에 문제가 있다는 것을 깨달았다. 색에 대한 판단이 어긋나는 점이 대량 염료 산업과 정확히 같은 시각과 위치, 18세기 말 영국 북서부에 일어나게 된다는 것은 필연적이었다.

#### 1) 존 돌턴의 연구

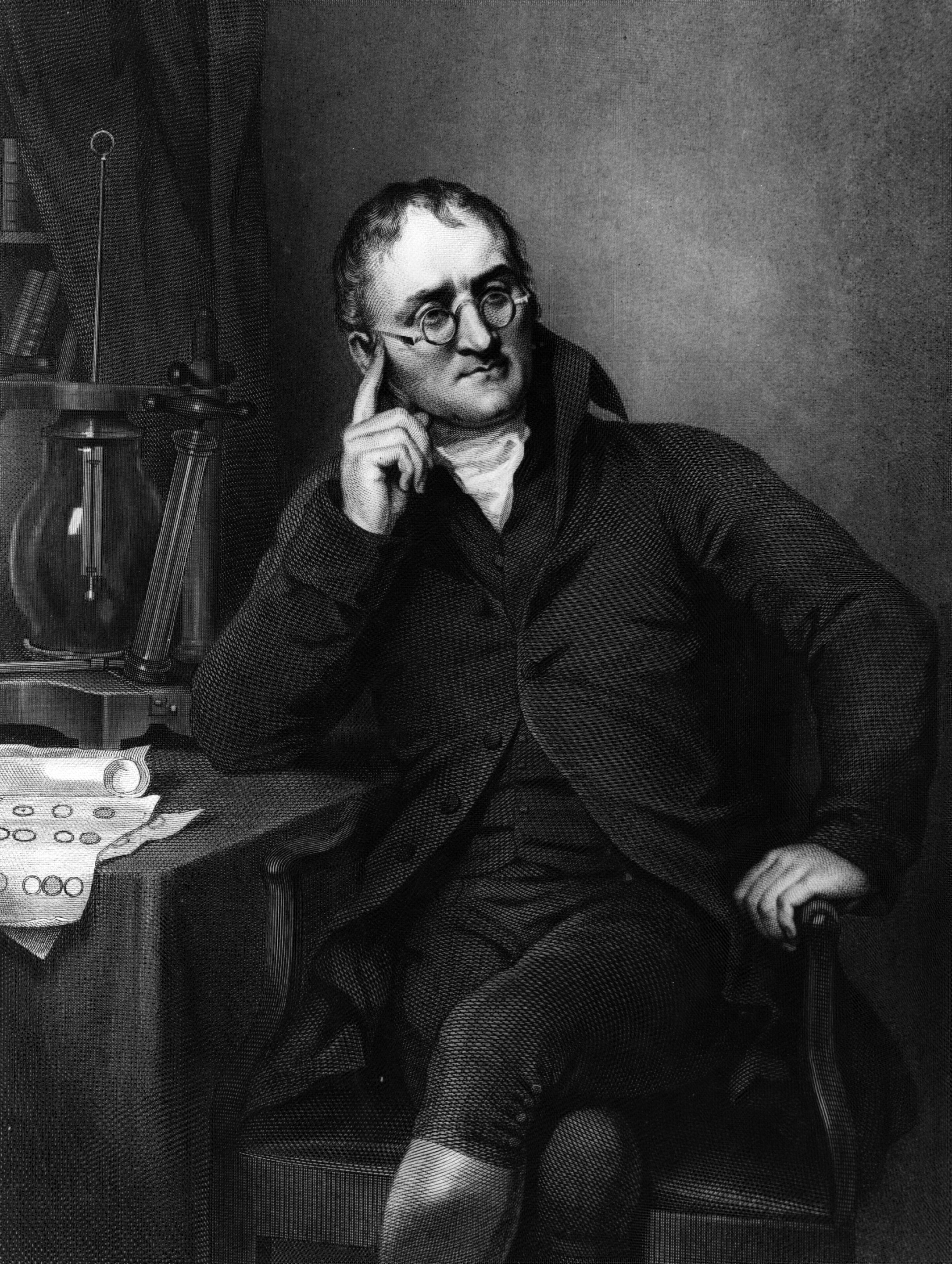
존 돌턴

가난한 의류 제작자의 아들이었던 존 돌턴은 산업 혁명의 새로운 화학에 뛰어들었다. 돌턴은 물질에 대한 원자론을 제시한 것으로 가장 유명한데, 그의 첫 과학 논문은 색에 대한 그의 인식이 잘못되었다는 것을 깨달음으로부터 나왔다. 퀘이커 교도였던 돌턴은 색에 대한 잘못된 인식을 가지고 있다는 것이 드러났다. 그가 퀘이커 교도 모임에 갈 때, 가끔씩 퀘이커 교도에 걸맞지 않은 매우 밝은 붉은색을 띄는 가운을 입고 나타나고는 했다. 역사상 최초로 돌턴은 색에 대한 그의 인식을 체계적으로 분석하기 시작했다. 그는 자연으로 돌아가 어릴 적 꿈꿔왔던 식물학을 연구하였다. 클로버 꽃의 밝은 분홍색이 그에게는 푸른빛으로 보였다. 분홍빛 제라늄, 페라고니엄(꽃 종류)은 밖에서 보았을 때는 새파란 색이었지만, 집 안으로 가지고 와서 촛불을 통해 관찰했을 때는 이상하게도 파란색이서 노란색으로 바뀌었다. 돌턴은 이 문제에 대해서 깊이 생각을 해봤다. 학교 선생님이었던 돌턴은 그에게만 특별한 것인지 확인하기 위해 그의 제자들에게 그들도 같은 문제를 가지고 있었는지 물어보았다. 그리고 약 24명의 학생 중 4~5명이 같은 문제를 겪고 있었다는 것을 알게 되었다.
돌턴은 색맹을 인지하고 연구한 최초의 사람이었다. 돌턴은 색맹이 눈의 물리적 성질에 의해 발생된다고 생각해서, 그의 아이디어를 입증하기 위한 방법을 생각해냈다. 돌턴의 유언에서, 그의 주치의, 랜섬에게 그의 눈 하나를 뽑아 해부해 달라고 요청하였다. 돌턴은 그의 색맹의 원인이 그의 눈 속에 푸른색 액체가 들어있어서라고 생각했기 때문이다. 랜섬은 돌턴의 유언을 따라 돌턴의 눈알을 뽑아 해부하였다. 푸른색 액체는 찾아볼 수 없었다. 랜섬은 그 눈알을 투명하다고 묘사하였고, 그것은 빛을 완벽하게 통과시키며 얼룩이나 색은 찾아볼 수 없다고 말하였다. 눈 속에 푸른색 액체가 없었으므로 그것은 돌턴이 설명한 색맹의 원인이 될 수 없었다. 랜섬이 제안한 의견은 색맹의 문제는 뇌의 판단과 관련되어 있다는 것, 뇌와 눈의 뒤쪽 사이의 문제라는 것이었다.
돌턴은 색맹의 원인은 맞추지 못하였지만 그 현상이 대를 이어서 나타난다는 것과, 몇몇 흔한 형태로 나타난다는 것을 밝혀냈다. 돌턴은 이런 혁신적인 발견을 새로운 산업 시대의 최대 도시에서 발표했다. 1794년 10월, 맨체스터 문학, 철학 협회에서 이뤄진 돌턴의 강연은 빛과 색의 과학의 혁명이 이뤄지는 무대가 되었다.
산업 혁명의 상업적 의무는 우리의 정신이 색을 보는데 역할을 한다는 발견으로 이끌어 주었다. 또한, 18세기 유럽에서 공장과 도시들은 더 밝고 더 효율적인 램프와 랜턴을 필요로 했다. 이 문제를 해결하는 과정에서 빛에 대한 이해가 더욱 더 발전했다.

#### 2) 벤저민 톰슨의 연구

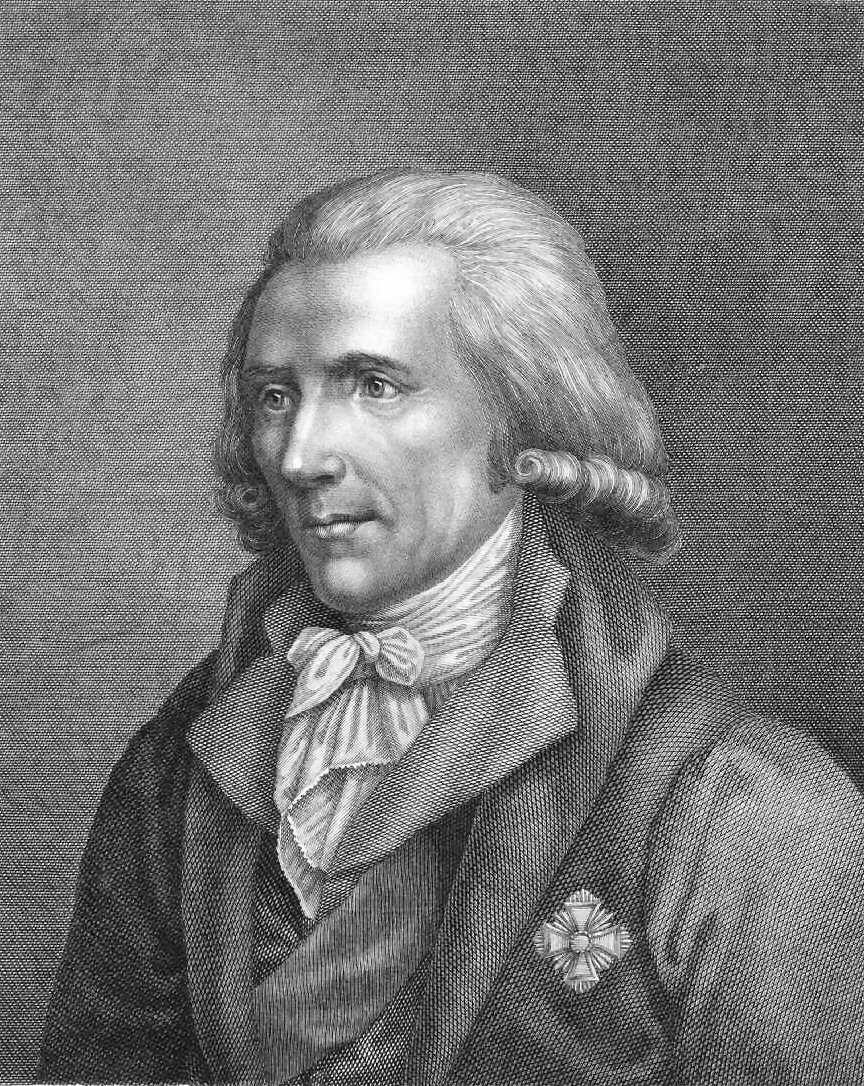
벤저민 톰슨

유럽에서 거주하는 미국인 이민자인 벤저민 톰슨은 빛의 성질을 알아보기 위해 매우 흥미로운 실험을 하였다. 사실 톰슨은 그를 고용한 뮌헨의 돈을 아끼기 위해 실험을 시작한 것이었다. 뮌헨 정부는 그에게 매우 중요한 임무를 내렸는데, 그 임무는, 뮌헨의 거리의 모든 거지들을 벤자민 톰슨이 새롭게 건설한 구빈원으로 몰아넣는 것이었다. 구빈원 설계에 대한 보답으로 톰슨은 럼포드 백작이 되었다. 구빈원에는 조명이 필요했는데, 럼포드는 이를 해결하기 위해 몇 가지 실험을 해서 가장 값싼 조명이 무엇인지 밝혀내려고 했다. 그중 한 실험에서 그는 촛불과 태양빛 중 무엇이 더 밝은지 비교하는 것이 가능한지 알아보려했다. 실험을 위해 햇빛이 실험실 내부로 들어오는 것을 막아야만 했는데, 그것을 위해 럼포드는 몇 겹의 색깔 필터를 통해 빛을 줄였다. 그가 태양빛 혹은 전등 앞에 색깔 필터를 놓으면서 신기한 사실을 발견하였다. 빨간 필터를 통한 그림자를 보면 그 그림자는 붉은색이 아닌 청록색을 띄었고, 램프로 인해 생긴 그림자는 검은색에서 붉은색으로 변했던 것이다.
럼포드는 붉은 그림자가 생긴 이유는 알 수 있었다. 이는 그림자를 밝히는 광원 앞에 붉은 필터를 놓았기 때문이다. 하지만 청록색 그림자는 럼포드가 해결해야 할 문제였다. 이 시점에서 럼포드는 그의 시야에서 청록색 그림자를 제외한 모든 것을 지우려 했다. 그는 청록색 그림자를 내부가 검은 관을 통해 관찰하기로 하였다. 그의 시야에 오로지 청록색 그림자만 보이도록 하여 관을 이용해 관찰했을 때, 청록색 빛이 사라졌다. 실험에서 조수는 색 유리의 색깔이 계속 바꾸면서 나타나는 색을 보며 감탄했지만, 럼포드는 그림자의 색을 전혀 식별하지 못했다. 그의 조수가 무얼 하던 간에 그는 색 변화를 전혀 볼 수 없었고, 일정한 그림자를 보았다. 같은 것을 두 명이 다르게 본 것이었고, 이에 대해 한 가지 설명밖에 존재할 수 없었다. 그림자로 인해 생기는 색 중 하나는 진짜고 하나는 빛의 속임수라는 것이다. 우리가 보는 색은 우리 뇌가 인식하는 것이지 단순히 세상에 나타나 있는 것이 아니었다. 럼포드는 그 원인은 몰랐지만, 인간의 머리는 회색빛을 띄는 그림자에 색을 첨가할 수 있다는 것을 밝혀냈다.
럼포드는 이 발견이 미래의 미술과 그림에 큰 영향을 끼치길 바랐고, 실제로 일어났다. 조셉 터너와 같은 현대 화가들은 이 색을 띄는 그림자가 그들의 작품에 현실성을 더해줄 것이라는 것을 깨달았다. 럼포드는 색의 일부분이 머리에 결정된다는 사실이 미술작품보다 더 널리 적용될 수 있을 것이라 생각했다. 럼포드는 색이 주관적이면, 그것을 이용해서 사람들을 유혹할 수 있다고 생각했다. 럼포드는 하프시코드의 건반에 장치를 달아 음을 연주할 때마다 색이 나타나도록 하는 장치를 생각했고 시각적 하프시코드라 불렀다. 18세기 기술로는 역부족이었기 때문에 실제로 만들지는 못했지만, 200년 뒤 빛과 음악을 조화시키려는 럼포드의 생각은 현실화되었다.

#### 3) 토마스 영의 연구

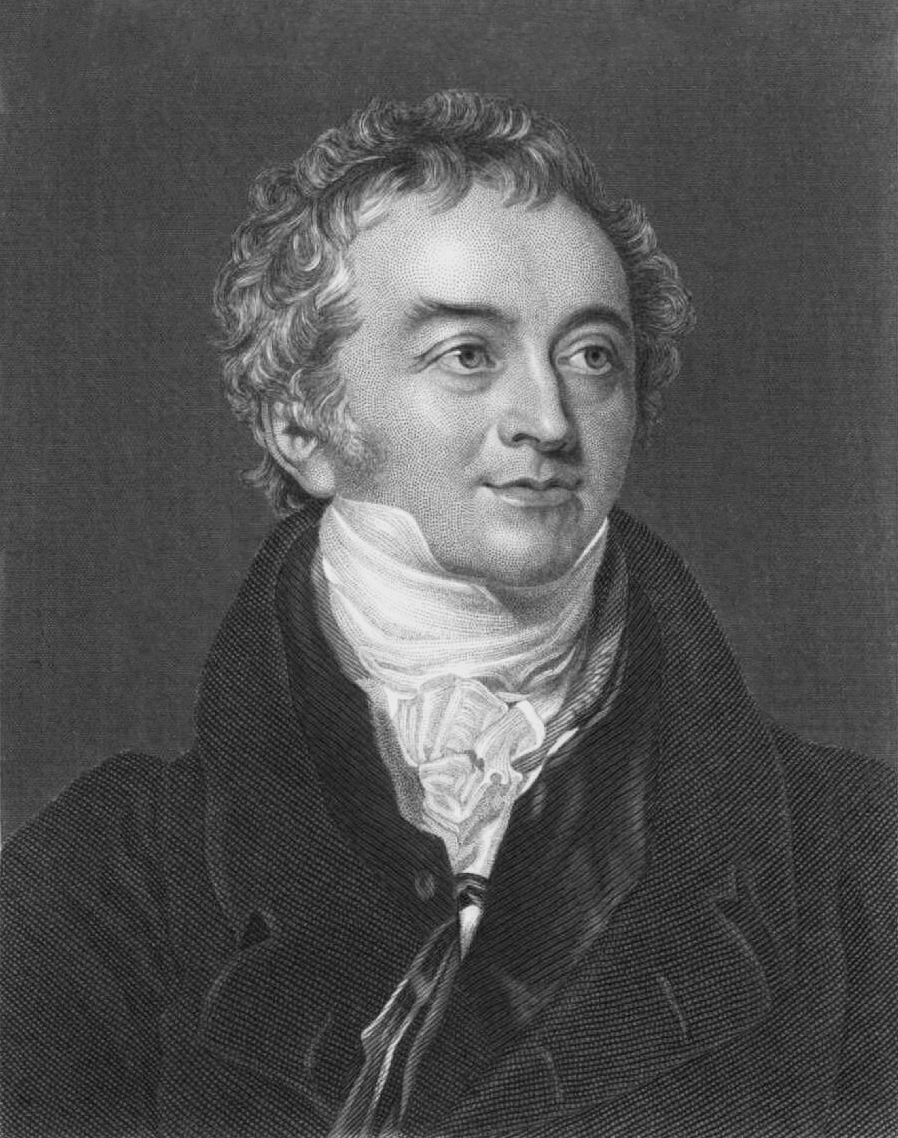
토마스 영

하지만 1700년도 후반, 사람들은 그들이 설명할 수 없는 빛과 색의 성질을 계속 발견하고 있었다. 빛을 이해하고 설명하기 위해서는 하나의 돌파구가 필요했다. 그 돌파구는 1800년대 초반에, 빛을 연구하던 사람으로부터 나온 것이 아니라 소리를 연구하는 사람으로부터 나왔다. 부유하고 조숙한 캠브리지 의과생인 토마스 영은 대학생이자 부자로써, 승마, 음악, 그리고 내기를 좋아했다. 토마스 영이 학생일 때 한 내기가 도박 책에 기록되어 있는데, 그 내기는 그가 졸업하기 전 소리에 대한 최고의 논문을 쓴다는 것이었다. 그는 그가 최고의 논문을 썼다고 생각했지만, 아무도 동의하지 않아 내기에서 지게 되었다.
그 논문은 오르간 파이프의 소리를 주의 깊게 들어보면 소리가 전달되는 원리를 설명할 수 있다는 것이다. 빛에 대한 놀라운 사실이 영의 소리에 관한 논문에 숨겨져 있었다. 그의 초기 관심사는 소리는 파동으로 전달된다는 것이었다. 예를 들자면, 파이프 내의 공기는 마치 호수 위의 물결처럼 위, 아래로 진동한다. 영은 음파 특유의 성질을 공부했고, 특히 음파가 겹칠 때를 주의 깊게 살펴보았다. 오르간에서 한 개의 음을 연주할 때는 순수하게 그 음만 들리지만, 다른 노트도 연주하면, 맥놀이 현상이 일어나는데, 이것은 두 음의 진동수 차이에 의해 생기는 것이다. 두 음파가 만나면, 서로 더해지거나 빼져, 보강간섭 혹은 상쇄간섭이 일어난다. 영은 빛에 대해서도 동일한 현상이 일어날 것이라 생각했다. 두개의 구멍이 난 카드에 빛을 통과시키면, 그 구멍들을 통해 두 줄기의 빛이 나오게 되는데, 그 빛줄기들이 합쳐지면 밝고 어두운 띠가 나타난다. 두 줄기의 빛이 마치 두 음파처럼 서로를 상쇄시킨다. 이 결과는 빛도 파동성을 띈다는 결론을 낳았다. 오늘날, 광섬유에서부터 렌즈까지 빛이 파동이라는 전제 하에 디자인 된다. 하지만 영의 새로운 이론에 관한 연설은 큰 논란거리가 되었다.
영의 이론은 150년간 빛을 입자라고 생각해 왔던 이론을 거스르는 것이었다. 영은 물을 이용하면 파동이 수면 위를 이동하기 때문에 빛이 이동하는 경로를 볼 수 있다고 주장했다. 물을 이용한 영의 발표는 빛의 파동성을 뒷받침해주는 강한 근거가 되어 빛의 진행을 설명하였다. 빛의 파동성은 현재 과학에서의 가장 중요한 발견 중 하나로 손꼽힌다. 빛의 파동성을 이용하여 색을 이해할 수 있었다. 다른 진동수를 가진 음파가 다른 음을 생성하듯, 다른 진동수를 가진 빛이 다른 색을 나타냈다. 망막이 진동하고 있다는 사실은 영에게 당연하게 여겨졌고, 망막은 입자가 부딪히는 막이 아니라는 것을 깨달았다. 망막은 진동했고, 진동수를 이용해 색의 차이를 설명할 수 있었다. 푸른빛은 빨리 진동했고, 붉은 빛은 훨씬 더 느리게 진동했다. 또한 영은 우리가 색을 인식하는데 아주 중요한 사실을 추측하였다. 영은 빛이 파동이고 색이 파동의 진동수에 의해 결정된다면, 눈 뒤쪽에 서로 다른 진동수를 인식하는 장치가 있을 것이라 생각했다. 영은 색상환을 돌려서 실험하였다. 색상환을 충분히 빠르게 돌리면, 세 가지 색: 빨강, 초록, 파랑을 이용해 백색광을 만들 수 있다는 것이었다. 이를 통해 영이 내린 결론은 사람들이 본다고 생각하는 광대한 범위의 색은 단지 세 가지 진동수의 색, 빨강, 초록, 파랑이 적절히 섞여서 나온다는 것이었다. 영은 존 돌턴에게 나타났던 색맹의 원인을 설명할 수 있었다. 색에 대한 한 개의 수용기라도 제대로 작동하지 않으면, 그 색은 인지할 수 없다는 것이 영의 생각이었다. 1995년, 돌턴이 죽은 지 150년이 되는 해, 의사들은 돌턴의 눈알에서 DNA를 추출해 냈다. 그 눈알은 맨체스터 과학 협회에 잘 보존되어 있었고, 돌턴의 DNA는 적록색맹이라는 것을 밝혀주었다.

#### 4) 색맹 검사
1875년, 스웨덴의 도시인 라가렌다에서, 기차가 밤에 빨간 신호를 놓쳐 서로 충돌하는 일이 발생하였다. 9명이 사망했고, 수백 명이 부상을 당했다. 그 지역의 교수인 홈그렌은 북쪽을 향하는 기차의 조종사가 적록색맹이었고, 빨간 불을 초록불로 착각해 그의 기차를 사고로 이끌었다고 추측하였다. 철로가 많았던 영국에서, 정부도 행동의 취하기 시작했다. 전문가들을 기용해, 운전사, 조종사들이 색맹인지 알아내는 방법을 연구하도록 했다. 연구 장은 레일리 경이었다. 레일리는 빛과 소리에 대해 전문가였고, 그는 저명한 토리당 정치인인 아서 밸푸어를 포함한 상당수의 그의 매형, 처남들이 붉은 빛에 예민해지는 이상한 형태의 색맹으로부터 앓고 있다는 것을 알고 있었다. 레일리는 매우 엄격한 기준의 색맹 검사를 일반 직장인들에게 도입하였다. 영의 3원색 이론에 덧붙여, 기차 운전자와 배 조종자를 위한 색맹 검사를 발명하였다. 1900년도 초에는, 지금 대부분의 사람들이 보는 색 인식 검사가 발명되었다.

#### 5) 백인 우월주의
빅토리안 시대에는, 사람이 색의 미묘한 차이를 구분할 수 있는 능력이 논란의 중심에 있었다. 보편적으로, 색맹이 아닌 사람들 모두 색을 각각 약간씩은 다르게 인식한다고 알려져 있었고, 몇몇 빅토리아 시대의 과학자들은 이 개인차를 정확히 측정 할 수만 있다면, 그 당시 유럽인들의 생각인 백인 우월주의를 증명할 수 있다고 생각했다. 사람들은 동물들이 인간보다 더 좋은 감각을 가지고 있다고 믿었고, 그 당시 흑인들은 진화를 덜 했기 때문 동물에 더 가까울 것이라고 생각되었다. 그것을 증명하기 위해서는 흑인들이 빛과 색에 더 잘 반응한다는 것을 보이면 되었다. 1898년, 캠브리지 과학자들과 의료진들은 영국에서 토레즈 해협 (호주와 뉴기니 사이의 섬들)으로 이동하였다. 윌리엄 리버스는 천재적인 생리학자이자 의료원 이었다. 리버스는 해변에 심리학 실험실을 설치했다. 리버스는 세밀한 색의 변화에 대한 사람의 민감도를 측정하는 도구인 색조계를 토레즈 해협으로 가지고 갔다. 리버스는 토레스 해협의 원주민들이 어떻게 비슷한 색을 짝짓는지를 실험했다. 예를 들면, 특정한 빨간색을 색조계 튜브 속에 넣고, 원주민들을 불러 이 색과 같다고 생각되는 유리를 고르게 하는 것이었다. 그러면 원주민들은 색조계의 튜브 속을 보고 이 두 색이 같다, 혹은, 이것은 좀 더 어둡거나 밝다고 판단한다. 이 실험을 통해 리버스는 주민들의 색 인식 능력을 수치적으로 나타낼 수 있었고, 주민들과 다른 사람들 중 누가 더 색을 정확히 인식하는지 검사할 수 있었다. 날이 지날수록 호기심이 생긴 원주민들은 여러 색깔의 슬라이드, 디스크 등을 보기 위해 줄을 섰고, 자신들의 반응 시간을 측정하였다. 하지만 놀랍게도, 리버스는 주민들이 색을 판별하는 능력의 범위가 영국인들이 색을 판별하는 능력의 범위와 전혀 다를 것이 없다는 결과를 얻게 되었다. 다시 말하자면, 영국인들 간의 색을 판별하는 능력의 차이는 토레스 해협의 원주민들 간의 차이와 같다는 것이었다. 실험 결과가 그의 초기 가설에 모순되자, 리버스는 그의 가설을 과감하게 버렸다. 영국으로 귀국해서 리버스는 유럽 문화가 타 인종보다 우수하다는 데에 과학적 근거가 없다는 주장을 펼치게 된다.
빛에 대한 사람의 반응을 공부함으로써 두 개의 새로운 과학 분야가 탄생하였다: 심리학, 인류학.

### 2. 빛의 작용
하지만 정작 빛은 수수께끼로 남아있었다. 빛이 파동이라는 토마스 영의 의견은 받아들여졌으나, 이 파동이 무엇으로 구성되어있는지는 수수께끼였다. 그 답은 빛의 한 방면을 연구함으로써 나올 수 있었는데, 그 원인은 처음부터 간단하지는 않았다. 빛은 우리에게 세상을 보여주는 것이 아니라 세상을 바꾸는 것이었다. 햇빛 때문에 살이 심하게 타는 것처럼 빛은 자신과 접촉하는 것을 가만히 두지 않는다. 그 반대로, 빛은 아주 강력한 화학적, 물리학적, 그리고 생물학적 작용제로써, 접촉하는 그 무엇에게도 엄청난 영향을 끼칠 수 있다.

#### 1) 광합성
가장 기적같은 빛의 성질에 대한 발견은 1700년대 후반, 산업혁명시 영국에서 영국의 가장 위대한 화학자 중 하나인 조셉 프리스트리에 의해 이뤄졌다. 조셉 프리스트리는 요크셔 가문의 남자로써, 범접할 수 없는 지적 신임을 지녔으며, 고집이 강한 급진주의자이며 물질 만능주의자에다가 야심도 어마어마한 18세기 후반, 영국을 이끌었던 자연 철학자였다. 그는 실험을 통해 프리스트리는 쥐 한 마리를 밀폐된 병에 넣어, 쥐가 호흡을 할 때 공기에 무슨 변화가 일어나는지 살펴보았다. 결과적으로, 생각보다 빠르게, 쥐는 지치기 시작했고, 결국 죽었다. 그는 이 공기가 아주 아주 나쁘다고 생각했다. 동물 뿐만 아니라 식물에게도 이 사실이 해당되었다고 생각했다. 그래서 프리스트니는 자라는 식물을 이 병 안에 넣었다. 그리고 몇 주 동안 그 식물을 거기에 두었다. 놀랍게도, 그 식물은 행복하게 자라고 있었다. 공기 안에 무엇이 있건, 쥐를 죽였던 물질은 식물을 잘 자라게 하던 것이었다. 프리스트리는 쥐를 죽이고 식물을 살린 공기 안의 그 물질이 무엇인지 실험해 보기로 결정했다. 그는 단순히 다른 쥐를 투입했다. 결과는 놀랍게도, 식물이 병 안에서 자라고 있다는 전제 하에, 쥐가 다시 살아나는 것이었다. 그는 이것을 호화로운 공기라 칭했고, 이 공기는 몇 마리의 쥐와 나만이 숨쉴 수 있는 특권을 누릴 수 있었다. 또한, 프리스트리는 공기의 질이 단지 식물을 키움으로써 나아진 것이 아니라, 빛을 비췄을 때 급격히 증가했다는 것을 발견했다. 그 실험이 보여준 것은 빛의 식물의 초록색 물질에 비춰졌을 때, 공기를 거의 천국같은 상태로 회복시켜, 동물은 거의 무한정으로 살 수 있었고, 불꽃은 특이하게도 긴 시간동안 타오를 수 있었다. 현재 우리는 프리스트리의 발견을 광합성, 식물이 빛으로부터 에너지를 흡수하며 그리고 그 도중, 이산화탄소를 산소로 변환시키는 엄청난 방법으로 알고 있다. 빛은 우리에게 단지 세상을 보여주는 것이 아니라, 모든 생명에 중요한 에너지의 한 형태이다. 빛과 에너지가 엄청난 화학적 변화를 일으킬 수 있다는 발견은 매우 놀라운 결과를 낳았다.

#### 2) 사진술의 발견
사진술의 발견은 그 누구도 보지 못했던 세상을 열었다. 사진술의 발견은 유명한 도공인 조시아의 아들인 톰 웨지우드로부터 시작된다. 톰의 실험들은 가장 혁명적인 기술적 발견 중 하나인 사진술의 시발점이 되었다. 톰이 가업을 도와주려 하며 사진술의 발견은 시작되었다. 웨지우드가의 그릇은 수작업이 된 무늬들로 유명했었다. 톰은 이런 무늬를 자동으로 넣는 법을 찾고자 하였다. 톰은 질산은과 소금으로 이뤄진 화학 물질을 준비하였다. 사람들은 질산은이 빛을 받으면 검게 변한다는 것을 알고 있었다. 하지만 톰은 이 물질을 이용해 태양 자국이라는 무늬를 그리는데 사용하였다. 그가 하려던 것은 이 질산은을 호일로 덮은 뒤 은 빛에 갑자기 노출시키면서 태양 자국을 만드는 것 이었다. 그 과정을 통하여 빛에 노출된 질산은이 남긴 검은 무늬를 관찰할 수 있었다. 1770년, 웨지우드와 그의 동업자들은 태양 자국을 만드는 과정에 심혈을 기울였다. 그들은 이것이 빛이 눈에 전달하는 정보를 영원히 저장하는 방법이 있을 수 있다고 생각했기 때문이었다. 영원히 정보를 보존한다는 그들의 꿈은 사진술로 발전하게 되었다. 웨지우드의 실험 후 50년 내에, 질산은에 적신 종이는 실제 상을 포착하는데 사용되고 있다.

#### 3) 사진술 발견의 부정적 결과
하지만 사진술은 유럽의 중산층의 허영심을 표출하는 한 방안이 되었다. 이제 그들은 그들만의 초상화를 장만하게 되었다. 사진술은 매우 매혹적이고 인기 있는 예술이었지만, 많은 종류의 사회적 틀이 새로운 사진술이 개발되면서 무너지게 되었다. 보면 안 될 것들, 쳐다보면 안 될 곳들, 대중을 위한 것이 아닌 그림들, 엘리트 층의 취미와 저속한 산업층의 취미, 이 모든 경계들이 사진술로 인해 무너지고 있었다.

#### 4) 마이브리즈의 사진술의 활용

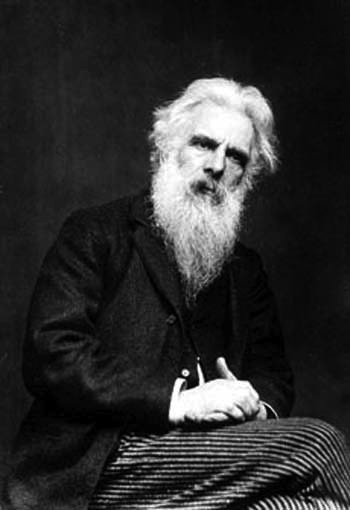
에드워드 마이브리즈

사진술은 플로렌스 나이팅게일의 군의원을 발전시키려는 캠페인에 매우 중요하였다. 군대에게 구원물품을 기금하는데도 도움이 되었고, 대중에게 미국 남북전쟁의 공포를 전달할 수 있었다. 하지만 사진술은 사회적 비밀들을 밝히는데에 나아가, 우리가 상상하지도 못한 자연의 비밀을 밝여내는데 사용되었다. 사진술은 생물학, 공학, 그리고 최종적으로 물리학을 통해 새로운 분야로 이끌어 나갔다. 그러한 발전은 "말이 달리면 무슨 일이 일어날까?"라는 간단한 질문에서부터 시작되었다. 말이 달릴 때 어떻게 움직이는 지는 예전부터 내려온 질문이었다. 말의 발이 모두 동시에 땅에서 떨어지는가? 이것은 매우 오래된 질문이지만 맨눈으로는 정확히 확인할 수 없었다. 미국 동해안 쪽이 사진 작가인 에드워드 마이브리지는 사진술을 이용해 말이 어떻게 이동하는지 알아낼 수 있을 것이라는 내기를 의뢰받았다. 마이브리지의 계획은, 24개의 카메라를 트랙을 따라 1열로 세웠고, 각 카메라들을 선에 연결시켰다. 말이 선을 지나갈 때마다, 그 순간 말의 움직임이 카메라에 포착될 것이었다. 마이브리즈는 그 사진들을 인화해 말이 빠르게 움직이는 사진들을 얻을 수 있었다. 뛰는 도중 어느 순간에 말의 발이 모두 땅에서 떨어져 있다는 것을 사실이었다. 맨눈으로는 절대로 볼 수 없었던 것을 카메라가 최초로 밝혀낸 것이었다. 사진을 이용해 동작을 멈추는 것은 단순 눈속임이 아니었다. 동물의 움직임을 충분히 정확하게 관찰을 하면, 그것을 인위적으로 복제할 수 있다고 생각하였다.

#### 5) 에띠앙 마레의 사진술 활용
프랑스 과학자 에띠앙 마레는 유별나게 대단한 꿈을 가지고 있었다. 그는 마이브리지의 카메라를 이용해 비행의 비밀을 알아내고자 한 것이다. 하지만 곧 그는 새들이 너무나도 빠르고 마구잡이로 복잡하게 이동을 해 마이브리지가 말을 촬영한 것과는 달리 새들은 촬영이 불가능 하다는 것을 깨달았다. 그래서 머레는 새로운 종류의 카메라를 찾게 되었다. 총처럼 작동하는 카메라였는데, 이 카메라를 쏘았을 때 초당 엄청난 수의 사진을 찍어 머레는 단지 이 총을 새를 향해 겨냥해서 쏜 뒤 하늘을 나는 새의 움직임을 따라가 초당 수 천장의 사진을 찍으면 되는 것이었다. 그러한 기술을 통해 새의 움직임을 과학적으로 관찰할 수 있게 되었다. 그렇게 세기말이 되어, 하늘을 나는 새의 사진 외에, 바람이 어떻게 조절되는지, 주위 공기의 흐름에 어떤 영향을 받는지를 촬영한 사진들이 최초 하늘을 나는 기구를 만드는데 사용되고 있었다. 사진술은 단지 맨눈으로 보지 못한 것을 보여 준 것이 아니라 인류가 그들의 꿈을 펼칠 수 있게 도와주었다. 머레의 새 사진들은 직접적으로 라이트 형제들이 최초의 비행기를 만드는데 영감을 주었다. 또한 그의 카메라는 뤼미에르 형제에 의해 최초의 영상 카메라로 발전하게 되었다.

### 3. 빛과 전자기파
1900년이 되었을 때, 새로운 기술들이 나타나는 세계에서, 과학자들은 빛이 무엇인지 설명할 수 있다고 생각하였다. 빛의 파동이라는 토마스 영의 의견에 덧붙여 위대한 스코트랜드의 과학자 제임스 클락 맥스웰은 이 수수께끼의 파동이 무엇인지 보여주었다. 전자기적 에너지의 진동. 빛을 이해하려는 인류의 오랜 탐구가 끝났다고 생각하였다. 과학자들이 주장하길, 우리는 빛을 완벽히 이해했으며, 그게 무엇인지, 어디서 왔는지, 어디로 가는지, 빛이 전자기적 방사능의 일부로써 빈 공간에서 유한의 속도로 나아간다는것, 그리고 광학, 빛을 이용한 기술은 물리학과 공학사의 엄청난 쾌거를 나타내는 표시가 되었다. .

#### 1) 아인슈타인의 연구

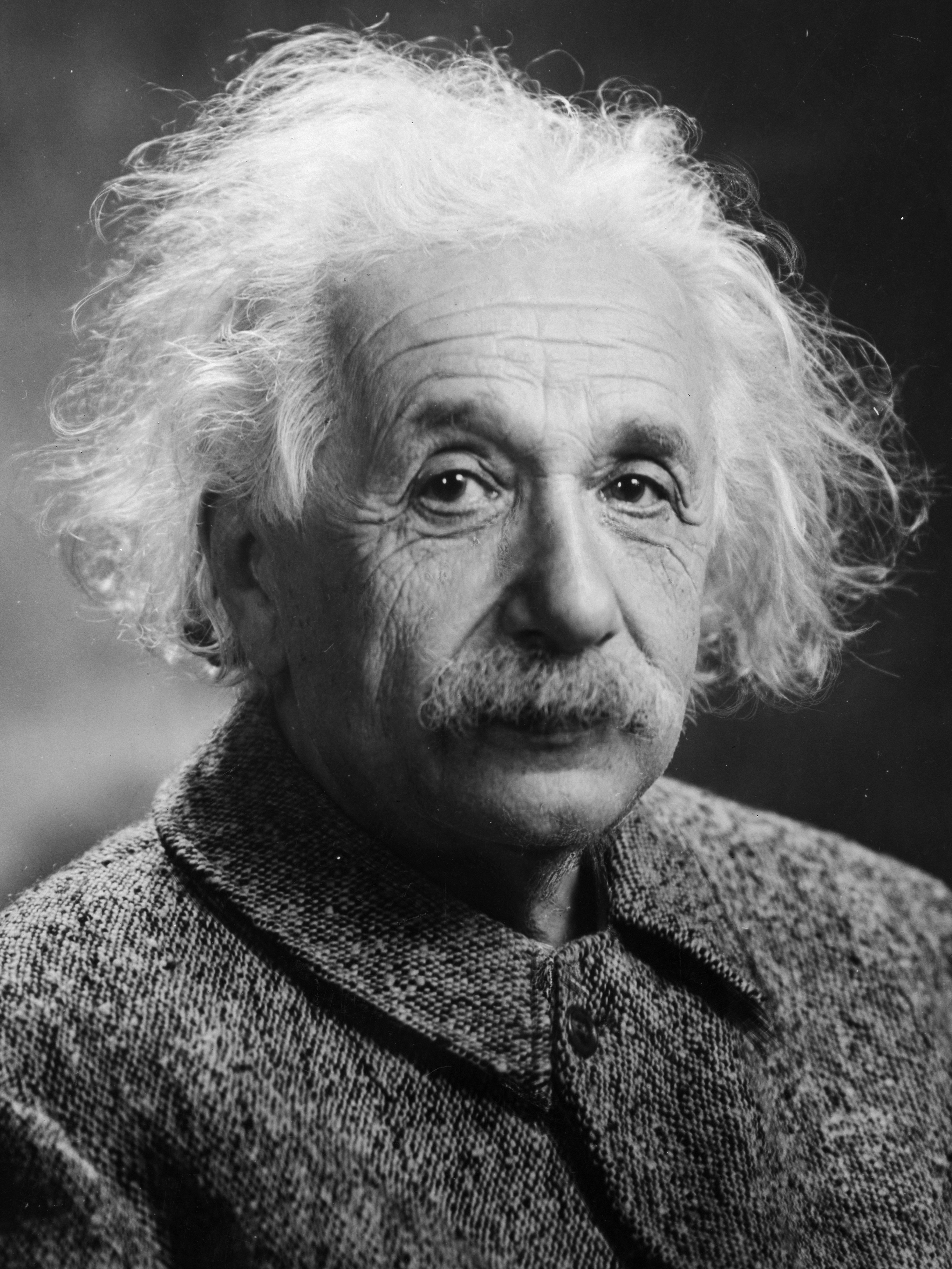
알버트 아인슈타인

하지만 그러한 과학자 들의 주장은 스위스의 특허 관리자 알버트 아인슈타인이 등장으로 인해 물거품이 되었다. 아인슈타인은 25세라는 어린 나이에, 빛이 에너지파라는 생각을 이용해, 모든 물리 법칙들이 수정되어야 한다고 결론을 지었다. 아인슈타인은 실제 세계에서도 시간을 조정할 수 있다고 생각하였고, 한 줄기 빛처럼 이동할 수 있다면 시간 조정이 가능할 것이라 생각하였다. 그리하면 여러 가지의 역설적인 일들이 일어날 것이라는 것을 깨달았다. 1915년, 그는 일반 상대성 이론에 관한 논문을 발표하였다. 이는 놀라운 업적으로 평가 받고 있으며, 사람의 원초적인 우주, 시간, 그리고 빛에 대한 직관은 믿을 수 없다고 선언하는 논문이 되었다. 아인슈타인의 생각은 빛이 태양과 같이 매우 무거운 물체 옆을 지나면 휘게 되고, 아주 무거운 물체의 중력장은 공간과 시간을 비튼다는 것이라고 주장하였다. 아주 무거운 물체 옆에서 직선도 휘었다. 다시 말하자면, 별과 같은 거대한 독립체는 빈 공간을 휘게 만든다는 것이었다. 이러한 아인슈타인의 생각은 별의 관측을 통해서 증명될 수 있었다. 태양 근처에서 빛을 방향을 바꿔서 휘게 될 것이고, 태양보다 먼 별의 위치는 왜곡되어 보일 것이다.즉, 별들이 원래 없었던 위치에서 별들을 관측할 수 있을 것이라는 것이다. 일반적으로는 해는 매우 밝아, 하늘에 떠있는 별들의 불빛을 지워버린다. 어떤 한 희귀한 경우에는 태양 뒤의 별들을 목격할 수 있는데, 그것은 개기일식이 일어날 때이다. 일식이 일어나는 동안, 태양은 완벽히 가려지게 되고, 온도가 떨어지며 하늘은 매우 어둡게 변할 것이다. 그렇게 태양의 빛이 너무 밝아 기존에는 관찰할 수 없었던 별들이 갑자기 보이기 시작하게 된다. 태양의 경계 옆에서 겨우 볼 수 있는 별의 사진을 찍으면 별에서부터 나온 빛의 파동이 태양과 매우 가까운 거리에서 온다는 것을 뜻할 것이다. 아인슈타인의 주장이 맞다면, 광선은 약간 휘게 될 것이고, 별의 위치는 태양이 없을 때와 비교해서 약간 이동할 것이다. 아인슈타인은 일식 때 천문학자들이 별을 관측할 수 있도록 엄청난 노력을 하였다. 별들의 위치가 약간이라도 바뀌었다면, 그의 가설이 증명되는 것이었기 때문이었다.
1919년, 개기일식이 일어났고, 아서 에딩턴이 이끄는 영국 최고의 천문학자들이 최고급 망원경과 촬영 장비로 무장해 아프리카와 브라질로 가서 아인슈타인의 우주와 시간에 관한 엄청난 생각이 맞는지 보이고자 하였다. 비교와 정교한 계산을 하는데 몇 달이 걸렸지만, 1919년 11월에 개최된 영국 왕립 천문 협회 모임에서 에딩턴과 그의 동료들은 이렇게 말할 수 있었다: “우리의 사진들은 아인슈타인이 의심의 여지가 없이 옳다는 것을 증명합니다.” 별의 위치의 작은 이동이 세상을 바꿔놓은 것이다. 갑자기, 진짜 하룻밤 사이에 아인슈타인은 세계의 유명인사가 되었다. 혁명적인 발견이 발표되는 순간, 빛에 대한 새로운 과학은 언론의 중심에 놓여졌고, 빛의 물리학은 세계적 행사로 만들어졌다. 하지만 무엇보다도, 아인슈타인이 한 것은 3000년간 인류가 빛에 대해 가져온 생각을 뒤엎은 것이었다. 고대 그리스인부터 9세기 아랍인들, 중세의 스님들부터 아이작 뉴턴, 갈릴레오에서 맥스웰까지 모든 철학자들은 빛은 직진한다는 사실을 의심의 여지 없이 받아들이고 있었다. 아인슈타인은 이것마저 틀렸다는 것을 보여주었다. 즉, 아인슈타인의 말처럼 빛은 기하학적으로 직선을 따라 이동하지는 않지만, 휜 공간과 시간을 통해 이동한다는 것이었다.

### 4. 결론
빛은 한때 의존성의 상징이었다. 천문학자들의 도구였고, 우주의 이치를 알아내는데 쓰여진 가장 기본적인 방법이었다. 하지만 실제로는 도구와는 거리가 멀었다. 빛은 퍼즐과 같았고, 문제였으며, 꼬이고 방향전환을 하고 휘며 자기 위치를 벗어났다. 아인슈타인의 세계에서 빛은 놀림 받는 존재였고,
빛이 가장 먼 별로부터 보내는 메시지는 퍼즐이었으며, 인류의 지능에 대한 도전장이었다.